# Список эпизодов мультсериала «Дружба — это чудо»
«Дружба — это чудо» (англ. My Little Pony: Friendship is Magic) — анимационный сериал, идущий по телеканалу Discovery Family. В России транслируется на телеканалах «Карусель» и «TiJi». Эта версия популярной франшизы от Hasbro основывается на четвёртом поколении игрушек. Мультсериал был сделан под руководством Лорен Фауст, известной своим участием в таких проектах, как мультсериалы «Суперкрошки» и «Фостер: Дом для друзей из мира фантазий». Здесь приведён список и краткое описание эпизодов.

## Обзор
| Сезон | Сезон | Количество эпизодов | Период вещания   | Период вещания  | Период вещания  | Период вещания   |
| Сезон | Сезон | Количество эпизодов | Оригинал         | Оригинал        | В России        | В России         |
| Сезон | Сезон | Количество эпизодов | Начало сезона    | Финал сезона    | Начало сезона   | Финал сезона     |
| ----- | ----- | ------------------- | ---------------- | --------------- | --------------- | ---------------- |
|       | 1     | 26                  | 10 октября 2010  | 6 мая 2011      | 2 января 2012   | 5 февраля 2012   |
|       | 2     | 26                  | 17 сентября 2011 | 21 апреля 2012  | 1 января 2013   | 30 января 2013   |
|       | 3     | 13                  | 10 ноября 2012   | 16 февраля 2013 | 11 декабря 2013 | 27 декабря 2013  |
|       | 4     | 26                  | 23 ноября 2013   | 10 мая 2014     | 2 сентября 2015 | 18 сентября 2015 |
|       | 5     | 26                  | 4 апреля 2015    | 28 ноября 2015  | 4 апреля 2016   | 20 апреля 2016   |
|       | 6     | 26                  | 26 марта 2016    | 22 октября 2016 | 2 января 2017   | 14 января 2017   |
|       | 7     | 26                  | 15 апреля 2017   | 28 октября 2017 | 1 сентября 2017 | 5 ноября 2017    |
|       | 8     | 26                  | 24 марта 2018    | 13 октября 2018 | 3 сентября 2018 | 21 сентября 2018 |
|       | 9     | 26                  | 6 апреля 2019    | 12 октября 2019 | 26 августа 2019 | 26 декабря 2019  |

## Первый сезон: 2010—2011
| № серии | № в сезоне | Русское название            | Оригинальное название       | Сценарист                        | Дата премьеры   | Дата премьеры в России |
| --- | ---------- | --------------------------- | --------------------------- | -------------------------------- | --------------- | ---------------------- |
| 1 | 1          | Магия дружбы. Часть 1       | Friendship is Magic, part 1 | Лорен Фауст                      | 10 октября 2010 | 2 января 2012          |
| Асоциальная единорожка по имени Сумеречная Искорка узнаёт о пророчестве, в котором говорится, что злая Лунная Пони вернётся во время предстоящего праздника Летнего Солнца после тысячи лет заключения на Луне. Она пытается предупредить свою наставницу принцессу Селестию о надвигающейся опасности, но та вместо этого отправляет её в городок Понивилль, чтобы проверить подготовку к празднованию и подружиться с другими пони там. В результате Искорка неохотно встречает пять пони, отвечающих за приготовления: Эпплджек, Радугу Дэш, Рарити, Флаттершай и Пинки Пай. На празднике вместо пропавшей принцессы Селестии неожиданно появляется Лунная Пони и говорит, что теперь ночь будет длиться вечно…. |            |                             |                             |                                  |                 |                        |
| |            |                             |                             |                                  |                 |                        |
| 2 | 2          | Магия дружбы. Часть 2       | Friendship is Magic, part 2 | Лорен Фауст                      | 22 октября 2010 | 3 января 2012          |
| Искорка и её спутницы должны победить Лунную Пони и вернуть Солнце. Искорка узнала из книг, что сделать это можно с помощью Элементов Гармонии, которые хранятся в древнем замке за Вечнозелёным лесом. Лунная Пони пытается помешать Искорке и остальным, но благодаря возникшей дружбе они вместе преодолевают все препятствия и попадают в замок, где узнают, что сила Элементов Гармонии кроется в них самих. |            |                             |                             |                                  |                 |                        |
| |            |                             |                             |                                  |                 |                        |
| 3 | 3          | Приглашение на бал          | The Ticket Master           | Эми Китинг Роджерс и Лорен Фауст | 29 октября 2010 | 4 января 2012          |
| Принцесса Селестия подарила Искорке два билета на ежегодный бал в Кантерлоте — Гала-концерт. Каждая из новых подруг Искорки тоже хочет туда попасть, но решить, кому же из них отдать лишний билет, не так-то просто. |            |                             |                             |                                  |                 |                        |
| |            |                             |                             |                                  |                 |                        |
| 4 | 4          | Сбор урожая                 | Applebuck Season            | Эми Китинг Роджерс               | 5 ноября 2010   | 5 января 2012          |
| В саду созрели яблоки, но Большой Маки, брат Эпплджек, поранился и теперь не может помочь ей собрать урожай. Эпплджек всегда помогает друзьям, однако сама не просит о помощи, так как поспорила с братом, что справится сама. Её упрямство приводит к плачевным последствиям. |            |                             |                             |                                  |                 |                        |
| |            |                             |                             |                                  |                 |                        |
| 5 | 5          | Заносчивый грифон           | Griffon the Brush-Off       | Синди Морроу                     | 12 ноября 2010  | 6 января 2012          |
| Радуга познакомила Пинки Пай со своей старой подругой — грифоном Джильдой. При Радуге Джильда — хорошая подруга. Но на самом деле она думает лишь о себе, любит злые шутки и притом ещё и склонна к воровству. Пинки Пай решает перевоспитать Джильду и устраивает в её честь вечеринку. |            |                             |                             |                                  |                 |                        |
| |            |                             |                             |                                  |                 |                        |
| 6 | 6          | Хвастунишка                 | Boast Busters               | Крис Савино                      | 19 ноября 2010  | 9 января 2012          |
| В Понивилль приехала волшебница, которая зовёт себя «Великой и Могущественной Трикси». Она утверждает, что смогла укротить Большую Медведицу. Трикси вызывает жителей Понивилля сразиться с ней и всякий раз побеждает. Искорка отказывается применять свою магию, ибо думает, что покажет себя такой же хвастунишкой, как Трикси. Но ей приходится, когда Снипс и Снейлс будят в пещере Малую Медведицу. |            |                             |                             |                                  |                 |                        |
| |            |                             |                             |                                  |                 |                        |
| 7 | 7          | Укрощение дракона           | Dragonshy                   | Меган Маккарти                   | 26 ноября 2010  | 10 января 2012         |
| Неподалёку от Понивилля залёг в спячку большой дракон, и дым от его дыхания закрывает пол-неба. Искорка с друзьями по просьбе принцессы Селестии направляется в логово дракона, чтобы попросить его уйти в другое место. Особенно она надеется на помощь Флаттершай, которая не только легко находит общий язык с дикими животными, но и обладает особым даром убеждения. Однако Флаттершай очень боится драконов. |            |                             |                             |                                  |                 |                        |
| |            |                             |                             |                                  |                 |                        |
| 8 | 8          | Единство противоположностей | Look Before You Sleep       | Шарлотта Фуллертон               | 3 декабря 2010  | 11 января 2012         |
| Рарити и Эпплджек ссорятся на почве аристократических заскоков первой и дурных манер второй. Спасаясь от грозы, они вместе оказались дома у Искорки, и та предложила устроить пижамную вечеринку. Но и на ней обе пони не перестают ругаться. |            |                             |                             |                                  |                 |                        |
| |            |                             |                             |                                  |                 |                        |
| 9 | 9          | У страха глаза велики       | Bridle Gossip               | Эми Китинг Роджерс               | 10 декабря 2010 | 12 января 2012         |
| В Понивилль иногда наведывается зебра Зекора. Все её боятся и считают ведьмой, потому что она не похожа на пони и живёт в лесу. Пока Искорка пыталась убедить подруг, что не стоит верить рассказам о ведьмах, Эпплблум, младшая сестра Эпплджек, решила в тайне ото всех пойти за Зекорой. Искорка и её подруги догнали Эпплблум на опушке, поросшей синими цветами. На следующий день у Искорки обмяк рог, Радуга разучилась держать равновесие в полёте, у Пинки Пай распух язык, Рарити обросла длинной свалявшейся шерстью, Эпплджек сильно уменьшилась, а Флаттершай стала говорить басом. Решив, что это Зекора наложила на них порчу, пони отправились к ней в дом.                                         |            |                             |                             |                                  |                 |                        |
| |            |                             |                             |                                  |                 |                        |
| 10 | 10         | Незваные гости              | Swarm of the Century        | Митч Ларсон                      | 17 декабря 2010 | 13 января 2012         |
| Готовясь к приезду принцессы Селестии, Флаттершай встретила очень милую мушку. Но вскоре выяснилось, что эти мушки очень много едят и быстро размножаются. Пока другие ищут способ избавиться от мушек, Пинки Пай зачем-то разыскивает музыкальные инструменты и совсем не помогает подругам, которых лишь призывает помочь ей с поисками. Подруги не обращают на Пинки внимания, а зря. |            |                             |                             |                                  |                 |                        |
| |            |                             |                             |                                  |                 |                        |
| 11 | 11         | Последний день зимы         | Winter Wrap Up              | Синди Морроу                     | 24 декабря 2010 | 16 января 2012         |
| По традиции, в последний день зимы жители Понивилля готовят город к весне без помощи магии. Но магия — основной талант Искорки, и её попытки заняться чем-либо другим заканчиваются неудачей. Однако пони опять не успевают подготовиться к весне, и только Искорка может помочь организовать подготовку так, чтобы закончить всё в срок. |            |                             |                             |                                  |                 |                        |
| |            |                             |                             |                                  |                 |                        |
| 12 | 12         | Отличительные знаки         | Call of the Cutie           | Меган Маккарти                   | 7 января 2011   | 17 января 2012         |
| У Эпплблум, сестры Эпплджек, ещё не появилась метка на боку(знак отличия) , которая обозначает особый талант пони. Эпплблум этого очень стесняется, ведь у всех её одноклассников знаки отличия уже есть. Над ней начинают насмехаться две одноклассницы — Даймонд Тиара и Сильвер Спун. Радуга, Пинки Пай и Искорка безуспешно пытаются помочь Эпплблум. |            |                             |                             |                                  |                 |                        |
| |            |                             |                             |                                  |                 |                        |
| 13 | 13         | Осенний забег               | Fall Weather Friends        | Эми Китинг Роджерс               | 28 января 2011  | 18 января 2012         |
| Эпплджек и Радуга поспорили, кто быстрее и сильнее. В большинстве соревнований побеждает Радуга, но Эпплджек не без оснований уверена, что это потому, что Радуга умеет летать. Тогда они решили участвовать в ежегодном осеннем забеге. |            |                             |                             |                                  |                 |                        |
| |            |                             |                             |                                  |                 |                        |
| 14 | 14         | Рождённая для успеха        | Suited for Success          | Шарлотта Фуллертон               | 4 февраля 2011  | 19 января 2012         |
| Рарити собирается на бал, где надеется проявить себя и удивить всех своим чудесным нарядом. Её подружки тоже идут на бал, и Рарити решила сшить наряды и для них. Однако в попытках угодить подругам ей постоянно приходится переделывать платья согласно всё новым и новым пожеланиям. Когда все пожелания выполнены, платья не нравятся уже самой Рарити. В это время на показ мод в Понивилль приезжает известный дизайнер. В итоге ему не нравятся платья, и Рарити становится для всех посмешищем. Подруги понимают свою вину и пытаются помочь Рарити. |            |                             |                             |                                  |                 |                        |
| |            |                             |                             |                                  |                 |                        |
| 15 | 15         | Интуиция Пинки              | Feeling Pinkie Keen         | Дейв Польски                     | 11 февраля 2011 | 20 января 2012         |
| Оказывается, Пинки Пай умеет предсказывать некоторые будущие события: например, у неё начинает дрожать хвост, если что-то должно упасть. Искорка много знает о магии, но о такой способности слышит впервые. Сначала она не верит Пинки; потом убеждается, что её способность работает практически всегда. Искорка пытается найти этому разумное объяснение, но безуспешно. |            |                             |                             |                                  |                 |                        |
| |            |                             |                             |                                  |                 |                        |
| 16 | 16         | Звуковая радуга             | Sonic Rainboom              | Митч Ларсон                      | 18 февраля 2011 | 23 января 2012         |
| В Клаудсдейле проводятся соревнования юных летунов, и Радуга собирается в них участвовать, чтобы показать свой коронный номер — «звуковую радугу»: ей предстоит преодолеть скорость звука. Но на тренировках её всякий раз постигает неудача. Из-за этого Радуга страшно боится опозориться во время выступления. |            |                             |                             |                                  |                 |                        |
| |            |                             |                             |                                  |                 |                        |
| 17 | 17         | Мастер взгляда              | Stare Master                | Крис Савино                      | 25 февраля 2011 | 24 января 2012         |
| Пока Рарити очень занята, присмотреть за Крошкой Белль и её подругами вызвалась Флаттершай. Днём жеребята устроили в доме Флаттершай беспорядок, а ночью, взявшись найти пропавшую курицу, убежали в лес. В лесу есть много страшных зверей, например, василиск, который взглядом может превратить пони в камень. Но у Флаттершай, которая отправилась спасать девочек, тоже есть свой особый взгляд. |            |                             |                             |                                  |                 |                        |
| |            |                             |                             |                                  |                 |                        |
| 18 | 18         | Шоу талантов                | The Show Stoppers           | Синди Морроу                     | 4 марта 2011    | 25 января 2012         |
| Эпплджек подарила сестре Эпплблум свой старый домик на дереве, чтобы она приглашала туда своих подруг. Девочкам он очень пригодился, чтобы подготовиться к школьному конкурсу талантов. Они решили выступить с песней, надеясь завоевать приз и получить знаки отличия. Но из-за неправильного распределения обязанностей шоу пошло не так. |            |                             |                             |                                  |                 |                        |
| |            |                             |                             |                                  |                 |                        |
| 19 | 19         | Искатели драгоценностей     | A Dog and Pony Show         | Эми Китинг Роджерс               | 11 марта 2011   | 26 января 2012         |
| Чтобы сшить костюмы для поп-звезды Сапфир Шорс, Рарити нужно много драгоценных камней. Отправившись на поиски, она попала в лапы к Алмазным Псам, которые решили заставить Рарити добывать самоцветы только для них. Её друзья вместе со Спайком идут спасать её. |            |                             |                             |                                  |                 |                        |
| |            |                             |                             |                                  |                 |                        |
| 20 | 20         | Секреты дружбы              | Green Isn’t Your Color      | Меган Маккарти                   | 18 марта 2011   | 27 января 2012         |
| Известный фотограф Фотофиниш предложила Рарити устроить фотосессию, чтобы показать свои лучшие наряды. В качестве фотомодели Рарити выбрала Флаттершай, которая так понравилась Фотофиниш, что та пригласила Флаттершай работать у неё. Рарити завидует подруге, но боится обидеть её. Флаттершай не нравится быть моделью, но она тоже боится обидеть Рарити, потому что это она привела её на эту работу. Секреты Рарити и Флаттершай знает Искорка, но она пообещала не рассказывать об этом никому. И теперь нужно сделать так, чтобы они сами друг другу признались. |            |                             |                             |                                  |                 |                        |
| |            |                             |                             |                                  |                 |                        |
| 21 | 21         | Яблоки раздора              | Over a Barrel               | Дейв Польски                     | 25 марта 2011   | 30 января 2012         |
| Бизоны и жители посёлка Эппллузы воюют друг с другом из-за того, что пони посадили свой яблоневый сад на беговой тропе бизонов, так как других подходящих мест для сада не нашлось. Поэтому, когда приходит время ежегодного забега, бизоны решают сравнять с землёй сад вместе с городом. Пинки Пай, Радуга и Спайк встают на сторону бизонов и безуспешно пытаются помирить их с переселенцами. |            |                             |                             |                                  |                 |                        |
| |            |                             |                             |                                  |                 |                        |
| 22 | 22         | Птица Феникс                | A Bird in the Hoof          | Шарлотта Фуллертон               | 8 апреля 2011   | 31 января 2012         |
| У принцессы Селестии есть питомец — птица по имени Филомина. Когда Селестия приезжает в Понивилль на праздник, Филомина выглядит больной. Принцессе пришлось срочно покинуть праздник, и она забыла Филомину в Сахарном Дворце. Флаттершай решила, что, прежде чем вернуть Филомину принцессе, её нужно будет вылечить, и в тайне от подруг забрала птицу себе. |            |                             |                             |                                  |                 |                        |
| |            |                             |                             |                                  |                 |                        |
| 23 | 23         | История знаков отличия      | The Cutie Mark Chronicles   | Митч Ларсон                      | 15 апреля 2011  | 1 февраля 2012         |
| Отчаявшись найти свои таланты самостоятельно, Эпплблум, Крошка Белль и Скуталу решили расспросить старших пони, как они получили свои знаки отличия. |            |                             |                             |                                  |                 |                        |
| |            |                             |                             |                                  |                 |                        |
| 24 | 24         | Попытка ревности            | Owl’s Well That Ends Well   | Синди Морроу                     | 25 апреля 2011  | 2 февраля 2012         |
| Спайк является отличным помощником для Искорки. Она не нахвалится подругам. Им тоже очень нравится маленький дракон. Однажды Спайк так забегался, помогая Искорке, что уснул. В это время Искорка знакомится с филином Совелием (Совой) и назначает его новым помощником, чтобы Спайк так не уставал. Но сам дракончик думает, что его хотят заменить. |            |                             |                             |                                  |                 |                        |
| |            |                             |                             |                                  |                 |                        |
| 25 | 25         | День рождения               | Party of One                | Меган Маккарти                   | 29 апреля 2011  | 3 февраля 2012         |
| После вечеринки в честь дня рождения своего питомца, крокодильчика Зубастика, Пинки Пай решила устроить новую вечеринку — в честь удачно отмеченного дня рождения. Но подруги отказываются приходить к Пинки, да ещё и что-то от неё прячут. Пинки заключила, что они с ней больше не дружат, и обиделась на них. |            |                             |                             |                                  |                 |                        |
| |            |                             |                             |                                  |                 |                        |
| 26 | 26         | Самый лучший вечер          | The Best Night Ever         | Эми Китинг Роджерс               | 6 мая 2011      | 6 февраля 2012         |
| У каждой из шести главных героинь есть своя мечта, которая должна сбыться на Гала-концерте у принцессы Селестии. Искорка мечтает весь вечер разговаривать с принцессой о магии; Пинки — петь любимые песни и танцевать; Флаттершай — подружиться с животными в саду принцессы; Эпплджек — заработать много денег на продаже яблок; Радуга — чтобы её заметили в команде Чудо-молний; а Рарити — очаровать принца Голубая Кровь. Но всё вышло совсем не так, как ожидалось. |            |                             |                             |                                  |                 |                        |
| |            |                             |                             |                                  |                 |                        |

## Второй сезон: 2011—2012
| № серии | № в сезоне | Русское название                        | Оригинальное название               | Сценарист                                                | Дата премьеры    | Дата премьеры в России |
| --- | ---------- | --------------------------------------- | ----------------------------------- | -------------------------------------------------------- | ---------------- | ---------------------- |
| 27 | 1          | Возвращение Гармонии. Часть 1           | The Return of Harmony, part 1       | Митч Ларсон                                              | 17 сентября 2011 | 1 января 2013          |
| По всей Эквестрии стали твориться странные вещи: с неба полились шоколадные дожди, звери стали превращаться невероятных химер, а кукуруза на полях — в попкорн. И всё это не удаётся исправить с помощью магии. Оказалось, что виноват в этом случайно разбуженный маленькими пони дух хаоса и раздора — Дискорд. С ним должны помочь справиться Элементы Гармонии, но во дворце принцессы Селестии их не оказалось. Решив, что Элементы похитил Дискорд, шесть подруг отправляются в лабиринт, где Дискорд выдаёт им правила: никакой магии, никаких крыльев, а если кто-то из пони выйдет из лабиринта в одиночку — проигрывают все. И путь в недра лабиринта друзьям придётся начинать по отдельности. Шестёрке предстоит дойти до конца лабиринта и вернуть Элементы Гармонии. |            |                                         |                                     |                                                          |                  |                        |
| |            |                                         |                                     |                                                          |                  |                        |
| 28 | 2          | Возвращение Гармонии. Часть 2           | The Return of Harmony, part 2       | Митч Ларсон                                              | 24 сентября 2011 | 2 января 2013          |
| Пони зря искали Элементы Гармонии в лабиринте — они всё это время хранились у Искорки в библиотеке, но не действуют, потому что друзья Искорки потеряли в лабиринте те качества, которые, собственно, и составляют Элементы Гармонии. |            |                                         |                                     |                                                          |                  |                        |
| |            |                                         |                                     |                                                          |                  |                        |
| 29 | 3          | Нулевой урок                            | Lesson Zero                         | Меган Маккарти                                           | 15 октября 2011  | 3 января 2013          |
| За круговоротом дел Искорка чуть не забыла написать письмо принцессе Селестии. Принцесса просила писать ей письма еженедельно, и Искорка боится, что если она не выполнит это задание, её отправят в детский сад для волшебников в Кантерлоте. Но писать в этот раз не о чем: неделя выдалась без приключений. |            |                                         |                                     |                                                          |                  |                        |
| |            |                                         |                                     |                                                          |                  |                        |
| 30 | 4          | Затмение Луны                           | Luna Eclipsed                       | Митч Ларсон                                              | 22 октября 2011  | 4 января 2013          |
| В Понивилле наступила Ночь Кошмаров — один из любимых праздников пони. Зебра Зекора рассказывает детишкам о Лунной Пони, злобной сестре принцессы Селестии. Когда Зекора заканчивает свой рассказ, в небе появляется колесница принцессы Луны. Все жители Понивилля в ужасе, но младшей принцессе хочется со всеми подружиться, правда, она не знает, как. И тогда Искорка решает прийти ей на помощь. |            |                                         |                                     |                                                          |                  |                        |
| |            |                                         |                                     |                                                          |                  |                        |
| 31 | 5          | Настоящие сёстры                        | Sisterhooves Social                 | Синди Морроу                                             | 5 ноября 2011    | 5 января 2013          |
| Младшая сестрёнка Рарити, Крошка Белль, пытается помочь сестре в её делах. Вот только Рарити совсем не рада такой помощи, и Крошке Белль порой кажется, что она совсем не нужна Рарити. Она завидует Эпплблум, ведь они с Эпплджек всё делают вместе. Выслушав Крошку Белль, Эпплджек согласилась на время побыть для неё старшей сестрой и даже принять участие в семейных соревнованиях, на которые Рарити никогда бы не пошла. Видя, как весело Крошке Белль с Эпплджек, Рарити решила, что отнеслась к сестре несправедливо, но та обиделась на неё. Чтобы снова завоевать дружбу младшей сестры, Рарити тайно пробралась на соревнования. |            |                                         |                                     |                                                          |                  |                        |
| |            |                                         |                                     |                                                          |                  |                        |
| 32 | 6          | Загадочная лихорадка                    | The Cutie Pox                       | Эми Китинг Роджерс                                       | 12 ноября 2011   | 6 января 2013          |
| Эпплблум со своими подружками продолжает безуспешно искать свой главный талант, чтобы получить знак отличия. Однажды она зашла в гости к Зекоре, где увидела цветок, исполняющий желания. И когда зебра отлучилась, Эпплблум съела этот цветок. На следующий день у неё появилась метка: она научилась крутить обручи. Но потом начали появляться новые знаки отличия — признак талантливой лихорадки. Никакими способами вылечить Эпплблум не удавалось, пока не вмешалась Зекора. |            |                                         |                                     |                                                          |                  |                        |
| |            |                                         |                                     |                                                          |                  |                        |
| 33 | 7          | Пусть лучший победит!                   | May the Best Pet Win!               | Шарлотта Фуллертон                                       | 19 ноября 2011   | 7 января 2013          |
| У всех подруг Радуги Дэш есть питомцы, и ей тоже захотелось завести зверька. Радуга считает, что питомец должен быть похож на неё: быть быстрым, храбрым и уметь летать. Вместе с Флаттершай она нашла подходящих кандидатов: летучую мышь, сокола, орла и сову. Ещё с Радугой очень захотела дружить черепаха. Окончательно решить, кого выберет Радуга, должно испытание: животным нужно следовать за ней через Призрачное ущелье. |            |                                         |                                     |                                                          |                  |                        |
| |            |                                         |                                     |                                                          |                  |                        |
| 34 | 8          | Таинственный защитник                   | The Mysterious Mare Do Well         | Мерриуезер Уильямс                                       | 26 ноября 2011   | 8 января 2013          |
| Радуга Дэш — самый известный житель Понивилля. Она всегда успевает прийти на помощь, когда нужна. Со временем популярность Радуги настолько вырастает, что о ней пишут в газетах, у неё появляется куча фанатов, и это кружит пегаске голову. Она начинает зазнаваться и хвастаться. Такое поведение подруги не нравится Искорке, Эпплджек, Рарити, Пинки Пай и Флаттершай, но Радуга не слушает их и продолжает вести себя высокомерно. Но вскоре всё меняется. Через некоторое время в Понивилле объявляется загадочная пони в костюме и маске, которая успевает спасать попавших в беду раньше Радуги. После череды несчастных случаев, окончившихся хорошо лишь с помощью нового героя, Радуга приходит к выводу, что таинственная пони сильнее, быстрее и ловчее неё, а также владеет магией и умеет летать. Радуге предстоит разоблачить таинственную пони и выучить новый урок. |            |                                         |                                     |                                                          |                  |                        |
| |            |                                         |                                     |                                                          |                  |                        |
| 35 | 9          | Пони из высшего общества                | Sweet and Elite                     | Меган Маккарти                                           | 3 декабря 2011   | 9 января 2013          |
| Рарити отправляется в столицу за тканью. По просьбе своей любимой ученицы Сумеречной Искорки принцесса Селестия размещает её в покоях своего замка. Рарити в восторге от Кантерлота. Чтобы отблагодарить Искорку, она решает сшить ей прекрасный наряд. Но постепенно её затягивает светская жизнь, её приглашают на вечеринки и показы, и всё меньше времени остается на то, за чем, собственно, Рарити приехала… |            |                                         |                                     |                                                          |                  |                        |
| |            |                                         |                                     |                                                          |                  |                        |
| 36 | 10         | Секрет моего роста                      | Secret of My Excess                 | Митч Ларсон                                              | 10 декабря 2011  | 10 января 2013         |
| У Спайка день рождения, и он получил множество подарков от друзей. Узнав, как приятно получать подарки, Спайк сначала начинает выклянчивать подарки, а потом — откровенно воровать. Вместе с этим он растёт и становится всё злее, пока не превращается в огромного дракона. |            |                                         |                                     |                                                          |                  |                        |
| |            |                                         |                                     |                                                          |                  |                        |
| 37 | 11         | Канун Дня горящего очага                | Hearth’s Warming Eve                | Мерриуезер Уильямс                                       | 17 декабря 2011  | 13 января 2013         |
| Каждый год зимой в Кантерлоте проходит спектакль, посвящённый истории основания Эквестрии. Это грандиозный спектакль, посмотреть который собираются тысячи зрителей. В этом году Искорке и её подругам выпала огромная честь — сыграть главные роли в спектакле. Давным-давно, когда ещё не было Эквестрии, пони не знали гармонии. Пегасы, единороги и земные пони жили по обособленным племенам. Пегасы, как и сейчас управляли погодой, за это они брали пищу у земных пони, которые единственные могли заниматься земледелием. Единороги заведовали сменой дня и ночи и тоже за это брали еду у земных пони. Но вот однажды даже этот хрупкий мир был нарушен… |            |                                         |                                     |                                                          |                  |                        |
| |            |                                         |                                     |                                                          |                  |                        |
| 38 | 12         | День семьи                              | Family Appreciation Day             | Синди Морроу                                             | 7 января 2012    | 11 января 2013         |
| Эпплблум задали пригласить в школу кого-нибудь из родных, чтобы услышать историю об их семье. Но в этот день в школу прийти сможет лишь Бабуля Смит, потому что в этот день поспевают радужные яблоки, которые нужно убрать до захода солнца. Бабуля Смит известна своими странностями. Эпплблум поначалу не обращает на них внимания, но когда её одноклассница Даймонд Тиара указывает ей на них, Эпплблум начинает стесняться Бабули и ищет предлог, чтобы та не пришла в школу. Но Бабуля всё же пришла, и оказалось, что многие странные вещи, которые она делает, нужны для того, чтобы приготовить самый вкусный джем из радужных яблок. |            |                                         |                                     |                                                          |                  |                        |
| |            |                                         |                                     |                                                          |                  |                        |
| 39 | 13         | Новорожденные пони                      | Baby Cakes                          | Шарлотта Фуллертон                                       | 14 января 2012   | 12 января 2013         |
| У Мистера и Миссис Пирожков родились близнецы — сын-пегас Паунд и дочь-единорог Пампкин. Пинки Пай очень рада их появлению, но совершенно не умеет себя вести с малышами. А когда Мистеру и Миссис Пирожкам понадобилось срочно уехать, они очень боятся оставить жеребят с Пинки, но кроме неё за ними некому присмотреть. |            |                                         |                                     |                                                          |                  |                        |
| |            |                                         |                                     |                                                          |                  |                        |
| 40 | 14         | Пропажа                                 | The Last Roundup                    | Эми Китинг Роджерс                                       | 21 января 2012   | 14 января 2013         |
| Эпплджек, чемпионка по родео в Понивилле, отправилась в Кантерлот на чемпионат Эквестрии. Она обещала вернуться со множеством золотых медалей. Однако когда чемпионат закончился, Эпплджек домой не вернулась. |            |                                         |                                     |                                                          |                  |                        |
| |            |                                         |                                     |                                                          |                  |                        |
| 41 | 15         | Сверхскоростная соковыжималка 6000      | The Super Speedy Cider Squeezy 6000 | Митч Ларсон                                              | 28 января 2012   | 15 января 2013         |
| Семья Эпплджек готовит лучший сидр в Понивилле, но на всех его не хватает, и за ним стоят огромные очереди. Однажды в Понивилль на странной машине приехали два брата-единорога, Флим и Флэм, и пообещали напоить сидром с помощью своей машины всех желающих. И тогда Бабуля Смит бросает вызов конкурентам — кто сделает больше сидра за час, тому ферма и принадлежит; кто проиграет — тот навсегда покинет Понивилль. |            |                                         |                                     |                                                          |                  |                        |
| |            |                                         |                                     |                                                          |                  |                        |
| 42 | 16         | Читай и наслаждайся                     | Read It and Weep                    | Синди Морроу                                             | 4 февраля 2012   | 16 января 2013         |
| Однажды во время тренировки Радуга сломала крыло, и ей придётся провести в больнице несколько дней. Чтобы Радуга не скучала, Искорка предлагает ей книгу про приключения Дэринг Ду. Сначала Радуга отказывается от книги, считая, что чтение — не для спортсменов, как она, но, начав читать, Радуга не может остановиться. И теперь перед ней стоят две проблемы: во-первых, она боится признаться друзьям, что ей понравилась книга, а во-вторых, не успевает дочитать всё до того, как её выписывают из больницы. |            |                                         |                                     |                                                          |                  |                        |
| |            |                                         |                                     |                                                          |                  |                        |
| 43 | 17         | День Сердец и Копыт                     | Hearts and Hooves Day               | Меган Маккарти                                           | 11 февраля 2012  | 17 января 2013         |
| Эпплблум, Скуталу и Крошка Белль готовят ко дню влюбленных огромное сердце в подарок для любимой учительницы. И тут они узнают, что у мисс Чирайли нет своего особенного пони. Тогда подруги решают подыскать для неё подходящую пару, ведь в День Сердец и Копыт нельзя быть одной. После долгого хождения по Понивиллю в поисках подходящего кандидата они забрели на ферму «Золотая аллея» и увидели Большого Маки. Выбор сразу пал на него. Но как же свести вместе застенчивого Маки и Чирайли? Тогда подруги решают устроить пикник для них. Видя, что дело не ладится, они добавляют в напиток парочки немного любовного зелья… |            |                                         |                                     |                                                          |                  |                        |
| |            |                                         |                                     |                                                          |                  |                        |
| 44 | 18         | Настоящий друг                          | A Friend in Deed                    | Эми Китинг Роджерс                                       | 18 февраля 2012  | 18 января 2013         |
| В Понивилль приезжает хмурый осёл Кренки Дудл, который не хочет дружить с Пинки Пай. Тогда Пинки задаётся целью любым способом развеселить осла и сделать всё, чтобы он согласился с ней подружиться. Это удалось лишь после того, как нашлась старая возлюбленная Дудла, ослица Матильда. |            |                                         |                                     |                                                          |                  |                        |
| |            |                                         |                                     |                                                          |                  |                        |
| 45 | 19         | Настоять на своём                       | Putting Your Hoof Down              | Шарлотта Фуллертон (сюжет) Мерриуезер Уильямс (сценарий) | 3 марта 2012     | 21 января 2013         |
| Флаттершай очень застенчивая и скромная, и из-за этого многие издеваются над ней. Чтобы обрести уверенность в себе, она решила записаться на курсы минотавра Айрон Вилла. Однако после курсов в ней стали проявляться грубость и наглость. Осознав это, Флаттершай заперлась в своём доме, боясь обидеть кого-нибудь. |            |                                         |                                     |                                                          |                  |                        |
| |            |                                         |                                     |                                                          |                  |                        |
| 46 | 20         | Давно пора                              | It’s About Time                     | Митч Ларсон                                              | 10 марта 2012    | 22 января 2013         |
| Однажды к Искорке в библиотеку явилась Искорка из будущего и пыталась о чём-то предупредить, но не успела. Искорка, решив, что в будущем её ждёт что-то страшное, пытается предотвратить все возможные неприятности, которые могут случиться в Понивилле, но понимает, что наступает именно то будущее, из которого прибыла вторая Искорка. Тогда, видя, что изменить ничего не может, она решила пробраться в королевскую библиотеку и найти заклинание, останавливающее время. |            |                                         |                                     |                                                          |                  |                        |
| |            |                                         |                                     |                                                          |                  |                        |
| 47 | 21         | Поиски дракона                          | Dragon Quest                        | Мерриуезер Уильямс                                       | 17 марта 2012    | 23 января 2013         |
| Наблюдая за Великой миграцией драконов, Спайк захотел узнать что-нибудь о том, откуда он родом. Но никто из его подруг-пони этого не знает. Тогда Спайк отправился к скалам, где живут другие драконы. Пожив немного в обществе драконов, он понимает, что это не его место. Искорка, Радуга и Рарити тайно пробираются в Земли Драконов вслед за ним, боясь, что Спайк может попасть в неприятности. |            |                                         |                                     |                                                          |                  |                        |
| |            |                                         |                                     |                                                          |                  |                        |
| 48 | 22         | Ураган Флаттершай                       | Hurricane Fluttershy                | Синди Морроу                                             | 24 марта 2012    | 24 января 2013         |
| Пегасам Понивилля нужно доставить воду из водохранилища в Клаудсдейл, создав большой вихрь. Радуга надеется ещё и поставить рекорд скорости вихря, для чего организует тренировки. Флаттершай плохо летает и очень этого стесняется, поэтому отказывается участвовать. Однако в назначенный день один из пегасов, Тандерлейн, заболел пернатым гриппом и заразил несколько других, поэтому и теперь, чтобы доставить воду в Клаудсдейл, не будет лишней помощь даже такого летуна, как Флаттершай. |            |                                         |                                     |                                                          |                  |                        |
| |            |                                         |                                     |                                                          |                  |                        |
| 49 | 23         | Секреты и тайны Понивилля               | Ponyville Confidential              | Митч Ларсон                                              | 31 марта 2012    | 25 января 2013         |
| Крошка Белль, Эпплблум и Скуталу в надежде приобрести свои знаки отличия решили заняться корреспонденцией для школьной газеты. Уловив удачный момент, они начали писать собственную колонку новостей. Популярность газеты начала расти, ведь в своей колонке маленькие пони распространяли различные сплетни. Сначала всем нравилось посмеяться над другими, но увидев сплетни о себе, пони очень обижались. Вскоре все жители Понивилля не захотели общаться с троицей. |            |                                         |                                     |                                                          |                  |                        |
| |            |                                         |                                     |                                                          |                  |                        |
| 50 | 24         | Загадочное преступление в поезде Дружбы | MMMystery on the Friendship Express | Эми Китинг Роджерс                                       | 7 апреля 2012    | 28 января 2013         |
| Пинки Пай вместе с друзьями везёт уникальный торт в столицу на конкурс десертов. Вместе с ней в поезде едут и другие повара со своими десертами. Ночью кто-то откусил от торта три огромных куска. Пинки пытается найти виновника, но после её расследования оказались подпорчены и десерты других поваров. Тогда за расследование берётся Искорка. |            |                                         |                                     |                                                          |                  |                        |
| |            |                                         |                                     |                                                          |                  |                        |
| 51 | 25         | Свадьба в Кантерлоте. Часть 1           | A Canterlot Wedding, part 1         | Меган Маккарти                                           | 21 апреля 2012   | 29 января 2013         |
| К Искорке от Селестии приходит письмо, в которое вложено приглашение на свадьбу… старшего брата Искорки, Шайнинга Армора! Искорка расстраивается из-за того, что брат не сообщил об этом заранее. При подготовке к свадьбе в Кантерлоте узнали о приближении неизвестной угрозы, поэтому Шайнингу Армору нужно усилить охрану, из-за чего у него мало времени на общение с сестрой. Вскоре Искорка узнает, что невеста брата — сама принцесса Каденс, которая некогда была её няней. Однако Искорка заметила, что с Каденс что-то не так: она грубит, часто говорит неправду и совсем не помнит Искорку. Решив, что Каденс желает её брату зла, Искорка пытается помешать свадьбе. |            |                                         |                                     |                                                          |                  |                        |
| |            |                                         |                                     |                                                          |                  |                        |
| 52 | 26         | Свадьба в Кантерлоте. Часть 2           | A Canterlot Wedding, part 2         | Меган Маккарти                                           | 21 апреля 2012   | 30 января 2013         |
| Провалившись в подземелье, Искорка узнаёт, что в замке действительно никакая не Каденс, а Кризалис — злая королева оборотней. Встретив настоящую Каденс, Искорка вместе с ней возвращается в замок и останавливает свадьбу, но Кризалис, напитавшись энергией любви Шайнинга Армора, приобрела силу, достаточную, чтобы победить принцессу Селестию и впустить своих подданных-оборотней в Кантерлот. |            |                                         |                                     |                                                          |                  |                        |
| |            |                                         |                                     |                                                          |                  |                        |

## Третий сезон: 2012—2013
| № серии | № в сезоне | Русское название                 | Оригинальное название      | Сценарист                                          | Дата премьеры   | Дата премьеры в России |
| --- | ---------- | -------------------------------- | -------------------------- | -------------------------------------------------- | --------------- | ---------------------- |
| 53 | 1          | Кристальная Империя. Часть 1     | The Crystal Empire, part 1 | Меган Маккарти                                     | 10 ноября 2012  | 11 декабря 2013        |
| Кристальная Империя, исчезнувшая тысячу лет назад, вернулась, и вместе с ней вернулся тиран-единорог Сомбра, когда-то державший жителей Империи в страхе. Чтобы остановить Сомбру, в Империю отправились Каденс и Шайнинг Армор, но магия Шайнинга оказалась бессильна, а Каденс не может долго сдерживать Сомбру в одиночку. Принцесса Селестия отправляет в Кристальную Империю Искорку и её друзей, чтобы они нашли способ победить Сомбру, и при этом говорит, что это испытание — важный экзамен в обучении Искорки, поэтому спасти жителей Кристальной Империи должна именно она.                                                |            |                                  |                            |                                                    |                 |                        |
| |            |                                  |                            |                                                    |                 |                        |
| 54 | 2          | Кристальная Империя. Часть 2     | The Crystal Empire, part 2 | Меган Маккарти                                     | 10 ноября 2012  | 12 декабря 2013        |
| Пока Искорка ищет Кристальное Сердце, её подруги должны не допустить, чтобы кристальные пони узнали, что Сердца нет на месте, иначе те впадут в панику и не смогут одолеть Сомбру. Искорка упорно отказывается от помощи Спайка, так как боится, что иначе Селестия не засчитает ей экзамен. |            |                                  |                            |                                                    |                 |                        |
| |            |                                  |                            |                                                    |                 |                        |
| 55 | 3          | Слишком много Пинки Пай          | Too Many Pinkie Pies       | Дэйв Польски                                       | 17 ноября 2012  | 13 декабря 2013        |
| Пинки Пай в волшебном лесном озере делает себе двойника, чтобы пойти одновременно в гости к Флаттершай и на пляж вместе с Радугой. Другие подруги тоже пригласили Пинки к себе в гости, и она снова пошла к озеру, но двойники Пинки стали снова и снова копировать себя в озере, после чего направляются в Понивилль, где устраивают неразбериху. Узнав об этом, Искорка находит заклинание, которое позволит избавиться от двойников, но для правильного исполнения заклинания нужно найти настоящую Пинки. |            |                                  |                            |                                                    |                 |                        |
| |            |                                  |                            |                                                    |                 |                        |
| 56 | 4          | Плохое яблоко                    | One Bad Apple              | Синди Морроу                                       | 24 ноября 2012  | 16 декабря 2013        |
| В гости к Эпплджек и Эпплблум приезжает кузина Бэбс Сид из Мэйнхеттена. Малышка Эпплблум очень хочет подружиться с кузиной, у которой тоже ещё не появился знак отличия. Однако Бэбс подружилась с Сильвер Спун и Даймонд Тиарой, и стала насмехаться над Эпплблум, Крошкой Белль и Скуталу. Эпплблум и её подруги обиделись и решили отомстить Бэбс. |            |                                  |                            |                                                    |                 |                        |
| |            |                                  |                            |                                                    |                 |                        |
| 57 | 5          | Магическая дуэль                 | Magic Duel                 | Митч Ларсон                                        | 1 декабря 2012  | 17 декабря 2013        |
| Трикси нашла Амулет Аликорна и вернулась в Понивилль, чтобы взять реванш над Искоркой. Победив Искорку, Трикси выгнала её из Понивилля, а сама стала издеваться над его жителями. Тогда друзья находят Искорку и вместе с Зекорой изыскивают способ разобраться с Трикси. |            |                                  |                            |                                                    |                 |                        |
| |            |                                  |                            |                                                    |                 |                        |
| 58 | 6          | Неспящие в Понивилле             | Sleepless in Ponyville     | Кори Пауэлл                                        | 8 декабря 2012  | 18 декабря 2013        |
| Скуталу является ярой поклонницей Радуги Дэш. И когда во время выполнения одного из трюков её похвалила сама Радуга, Скуталу вне себя от счастья и мечтает сблизиться с ней ещё больше. Эпплблум предлагает подруге замечательный план — отправиться в поход вместе с ней, Эпплджек, Крошкой Белль, Рарити и Радугой Дэш. И вроде всё идёт неплохо, но тут перед сном Радуга рассказывает страшную историю. Скуталу старается делать вид, что не боится, дабы не опозориться перед своим кумиром, но её поведение становится всё более странным и ей снятся ночные кошмары. В одном из снов на помощь малышке приходит принцесса Луна. |            |                                  |                            |                                                    |                 |                        |
| |            |                                  |                            |                                                    |                 |                        |
| 59 | 7          | Академия Чудо-молний             | Wonderbolt Academy         | Мерриуезер Уильямс                                 | 15 декабря 2012 | 19 декабря 2013        |
| Радуга Дэш поступает в Академию Чудо-молний. Там она быстро сходится с лихой Лайтнинг Даст, и вместе они делаются лидерами в группе. Но когда группу начали разбивать на пары, двух лидеров объединили в пару, где Лайтнинг Даст — ведущая, а Радуга — ведомая. Радуге не нравится такое положение дел, но она пытается пересилить себя. |            |                                  |                            |                                                    |                 |                        |
| |            |                                  |                            |                                                    |                 |                        |
| 60 | 8          | Слёт семьи Эппл                  | Apple Family Reunion       | Синди Морроу                                       | 22 декабря 2012 | 23 декабря 2013        |
| Раз в сто лун всё семейство Эпплов собирается вместе: они шьют покрывало, пекут пирожки, участвуют в «гонке семи копыт» и, конечно же, делают перед амбаром большое семейное фото, по которому видно, как растёт семья. На этот раз организацией праздника решила заняться Эпплджек. Она со всей присущей ответственностью принялась за подготовку к празднику. И похоже, отнеслась к своей задаче чересчур уж ответственно… |            |                                  |                            |                                                    |                 |                        |
| |            |                                  |                            |                                                    |                 |                        |
| 61 | 9          | Спайк к вашим услугам            | Spike at Your Service      | Дэйв Польски (сюжет) Мерриуэтер Уильямс (сценарий) | 29 декабря 2012 | 24 декабря 2013        |
| Сумеречная Искорка получает новое задание от принцессы Селестии — прочитать за выходные 12 книг. Она разрешает Спайку заняться своими делами, пока она будет читать. Дракончик быстро со всем справляется и решает прогуляться по Понивиллю. Во время прогулки он случайно отвязывает воздушный шар и, пустившись за ним вдогонку, оказывается в Вечнозелёном лесу, где встречается со страшными древесными волками. Эпплджек спасает его, и теперь, согласно своему личному кодексу, Спайк должен служить ей всю жизнь. |            |                                  |                            |                                                    |                 |                        |
| |            |                                  |                            |                                                    |                 |                        |
| 62 | 10         | Перевоспитание в доме Флаттершай | Keep Calm and Flutter On   | Тедди Антонио (сюжет) Дэйв Польски (сценарий)      | 19 января 2013  | 25 декабря 2013        |
| Принцесса Селестия решает дать Дискорду свободу, но для этого его нужно перевоспитать. Только Флаттершай надеется на перемены в Дискорде и приглашает его к себе. |            |                                  |                            |                                                    |                 |                        |
| |            |                                  |                            |                                                    |                 |                        |
| 63 | 11         | Только для любимцев              | Just for Sidekicks         | Кори Пауэлл                                        | 26 января 2013  | 20 декабря 2013        |
| Спайк печёт торт с драгоценными камнями, но в ходе работы съедает их. Тогда он решает посидеть с питомцами Искорки и её подруг в обмен на несколько драгоценных камней во время их отъезда в Кристальную Империю. Но он никак не может справиться с кучей зверей, что бы он ни делал. |            |                                  |                            |                                                    |                 |                        |
| |            |                                  |                            |                                                    |                 |                        |
| 64 | 12         | Игры, в которые играют пони      | Games Ponies Play          | Дэйв Польски                                       | 9 февраля 2013  | 26 декабря 2013        |
| Принцесса Каденс приглашает Искорку и её друзей для встречи важного Эквестрийского Игрового инспектора. Они готовятся к этому событию, тщательно придумывая приветствия для инспектора; потом встречают её на вокзале, всё идёт просто отлично. Но потом оказывается, что они случайно перепутали инспектора с другой пони, подвели тем самым принцессу Каденс, и теперь наверняка Эквестрийские Игры пройдут в другом месте. |            |                                  |                            |                                                    |                 |                        |
| |            |                                  |                            |                                                    |                 |                        |
| 65 | 13         | Загадочное волшебное лекарство   | Magical Mystery Cure       | Митч Ларсон                                        | 16 февраля 2013 | 27 декабря 2013        |
| Из-за незаконченного заклинания Старсвирла Бородатого, которое прочитала Искорка, знаки отличия и предназначения её друзей изменяются, и теперь она должна помочь им вернуть их знаки. |            |                                  |                            |                                                    |                 |                        |
| |            |                                  |                            |                                                    |                 |                        |

## Четвёртый сезон: 2013—2014
| № серии | № в сезоне | Русское название                   | Оригинальное название             | Сценарист                                            | Дата премьеры   | Дата премьеры в России |
| --- | ---------- | ---------------------------------- | --------------------------------- | ---------------------------------------------------- | --------------- | ---------------------- |
| 66 | 1          | Принцесса Искорка. Часть 1         | Princess Twilight Sparkle. Part 1 | Меган Маккарти                                       | 23 ноября 2013  | 2 сентября 2015        |
| Планы Сумеречной Искорки, ставшей принцессой, по празднованию Дня Летнего Солнца приходится отложить в сторону, когда принцессы Селестия и Луна пропадают без вести. День и ночь разделены на части, Луна и Солнце вместе находятся на небе, из Вечнозелёного леса растёт огромное растение, которое разрастается повсюду. |            |                                    |                                   |                                                      |                 |                        |
| |            |                                    |                                   |                                                      |                 |                        |
| 67 | 2          | Принцесса Искорка. Часть 2         | Princess Twilight Sparkle. Part 2 | Меган Маккарти                                       | 23 ноября 2013  | 2 сентября 2015        |
| Искорка видит, как Селестия в прошлом отправила сестру на луну с помощью Элементов Гармонии. Потом, снова выпив зелье, она видит ещё более давний день, когда обе принцессы обратили Дискорда в камень. Выясняется, что Элементы Гармонии были взяты Селестией и Луной у Древа Гармонии в Вечнозелёном лесу. И теперь, чтобы спасти Эквестрию от растений, Искорка и её подруги должны вернуть свои Элементы к Древу. Шестерых подруг ждёт опасная прогулка по Вечнозелёному лесу в поисках Древа Гармонии.                                    |            |                                    |                                   |                                                      |                 |                        |
| |            |                                    |                                   |                                                      |                 |                        |
| 68 | 3          | Замко-мания                        | Castle Mane-ia                    | Джош Хабер                                           | 30 ноября 2013  | 3 сентября 2015        |
| Нашу Шестёрку внезапно потянуло в старый замок Селестии и Луны. Искорка хочет узнать побольше о Древе Гармонии из книг библиотеки замка; Рарити зовёт с собой Флаттершай и Энджела на реставрацию старинных гобеленов, чтобы получить от них вдохновение на создание новой линейки одежды, а Эпплджек и Радуга решают прогуляться по мрачному замку ночью, чтобы в очередной раз выяснить, кто из них самая храбрая пони. |            |                                    |                                   |                                                      |                 |                        |
| |            |                                    |                                   |                                                      |                 |                        |
| 69 | 4          | Дэринг Доунт                       | Daring Don’t                      | Дэйв Польски                                         | 7 декабря 2013  | 3 сентября 2015        |
| Все в Эквестрии знают серию увлекательнейших приключенческих книг о Дэринг Ду. Но кто бы мог подумать, что автор этих книг, писательница А. К. Ирлинг, и есть Дэринг Ду? И в этом таинственном мире Дэринг, Ауизотля и волшебных ценностей отважная пегаска действительно является спасительницей мира. Но в этот раз ей не обойтись без Радуги Дэш… |            |                                    |                                   |                                                      |                 |                        |
| |            |                                    |                                   |                                                      |                 |                        |
| 70 | 5          | Полёт к финишу                     | Flight to the Finish              | Эд Вэлентайн                                         | 14 декабря 2013 | 4 сентября 2015        |
| Пытаясь получить право нести флаг Понивилля на предстоящих Эквестрийских Играх, Меткоискатели не согласны со Скуталу, которая считает, что полёт — это самый впечатляющий способ показать свою гордость за Понивилль, но вместе с тем не может научиться летать. |            |                                    |                                   |                                                      |                 |                        |
| |            |                                    |                                   |                                                      |                 |                        |
| 71 | 6          | Суперпони                          | Power Ponies                      | Меган Маккарти, Шарлотта Фуллертон и Бэтси Макгоуэн  | 21 декабря 2013 | 4 сентября 2015        |
| Когда Спайк и шестёрка пони внезапно оказываются супергероями в мире комиксов, единственный путь для них вернуться обратно домой — это победить суперзлодейку Мэйн-Як. И именно Спайк может это сделать, опровергнув мнение о том, что его герой в комиксе ни на что не способен. |            |                                    |                                   |                                                      |                 |                        |
| |            |                                    |                                   |                                                      |                 |                        |
| 72 | 7          | Летучие мыши!                      | Bats!                             | Мерриуезер Уильямс                                   | 28 декабря 2013 | 7 сентября 2015        |
| В счастливый день сбора яблок сад Эпплов подвергается атаке. За этим скрывается возвращение ужасающих фруктовых летучих мышей-вампиров. Эпплджек готова на самые решительные меры ради того, чтобы защитить сад. Сострадательная Флаттершай предлагает гораздо более гуманный план, но никто не поддерживает её, и робкой пегаске приходится поддержать план подруг, использовав свой Взгляд. Однако это приводит к неожиданным последствиям…                                                                                                  |            |                                    |                                   |                                                      |                 |                        |
| |            |                                    |                                   |                                                      |                 |                        |
| 73 | 8          | Рарити покоряет Мэйнхеттен         | Rarity Takes Manehattan           | Дейв Польски                                         | 4 января 2014   | 7 сентября 2015        |
| Рарити, взволнованная открывшейся возможностью, отправляется на модное шоу в Мэйнхеттен в компании подруг, которые решают разделить с ней это приключение. Но когда другой модельер создаёт копию её линейки одежды, она обращается за помощью к остальным пони из шестёрки, даже не понимая, что её гнев и амбиции могут повредить их общей дружбе. |            |                                    |                                   |                                                      |                 |                        |
| |            |                                    |                                   |                                                      |                 |                        |
| 74 | 9          | Пинки Эппл Пай                     | Pinkie Apple Pie                  | Наташа Левингер                                      | 11 января 2014  | 8 сентября 2015        |
| Пинки Пай делает удивительное открытие, которое может связать меду собой семью Пай и клан Эпплов. Взволнованная больше всех, Пинки прыгает на повозку Эпплов, чтобы найти пони, которая будет знать это точно. По пути они должны научиться понимать сильные стороны и недостатки друг друга, чтобы выяснить, что делает семью семьёй. |            |                                    |                                   |                                                      |                 |                        |
| |            |                                    |                                   |                                                      |                 |                        |
| 75 | 10         | Радужный водопад                   | Rainbow Falls                     | Кори Пауэлл                                          | 18 января 2014  | 8 сентября 2015        |
| Радуга Дэш со своей понивилльской командой прибывает на Радужные водопады, чтобы участвовать в квалификационном раунде Эквестрийских Игр. Но очень быстро становится очевидно, что состязание — слишком тяжёлая ноша для них. И когда сами Чудо-молнии — команда Клаудсдейла — предлагают ей место в своём отряде, Радуге предстоит определиться, насколько же простирается её верность. |            |                                    |                                   |                                                      |                 |                        |
| |            |                                    |                                   |                                                      |                 |                        |
| 76 | 11         | Третий лишний                      | Three’s a Crowd                   | Меган Маккарти и Эд Вэлентайн                        | 25 января 2014  | 9 сентября 2015        |
| К Искорке приезжает в гости принцесса Каденс, и она хочет провести с ней целый день вместе. Искорка волнуется, потому что каждый раз, когда они с Каденс встречались, происходила какая-то беда. Когда Каденс приезжает, они идут на выставку в честь Старсвирла Бородатого. Но в этот момент неожиданно является Дискорд, который просит позаботиться о нём, пока он болеет синим гриппом. И просит он об этом именно Искорку и Каденс, так как его подруга Флаттершай уехала наблюдать за редкими животными.                                 |            |                                    |                                   |                                                      |                 |                        |
| |            |                                    |                                   |                                                      |                 |                        |
| 77 | 12         | Гордость Пинки                     | Pinkie Pride                      | Джейсон Тиссен (сюжет) Эми Китинг Роджерс (сценарий) | 1 февраля 2014  | 9 сентября 2015        |
| Пинки Пай рискует потерять титул «супер-пупер вечериночной пони», когда в Понивилль приезжает некий Чиз Сэндвич и устраивает отменную вечеринку для Радуги Дэш. Приглашённые звёзды: Странный Эл Янкович в роли Чиза Сэндвича |            |                                    |                                   |                                                      |                 |                        |
| |            |                                    |                                   |                                                      |                 |                        |
| 78 | 13         | Будь проще!                        | Simple Ways                       | Джош Хабер                                           | 8 февраля 2014  | 10 сентября 2015       |
| Рарити известна в Понивилле своей уверенностью и благородством, которые пропадают, когда в город приезжает Трендерхуф, странствующий писатель и предмет воздыханий Рарити. Но он обращает внимание на Эпплджек, и Рарити и начинает одеваться и вести себя как Эпплджек, а не как обычно. Это заканчивается полным беспорядком. |            |                                    |                                   |                                                      |                 |                        |
| |            |                                    |                                   |                                                      |                 |                        |
| 79 | 14         | Ванильная пони                     | Filli Vanilli                     | Эми Китинг Роджерс                                   | 15 февраля 2014 | 10 сентября 2015       |
| Когда участвующий в музыкальной группе Понитоунз Большой Маки теряет голос перед важным выступлением, Флаттершай решает сделать всё возможное, чтобы шоу не отменили. Для этого она изменяет свой голос на бас (как в первом сезоне) и начинает выступать за кулисами. Постепенно она вошла во вкус, и ей не захотелось покидать «сцену», даже когда Большой Маки выздоровел… |            |                                    |                                   |                                                      |                 |                        |
| |            |                                    |                                   |                                                      |                 |                        |
| 80 | 15         | Время с Искоркой                   | Twilight Time                     | Дейв Польски                                         | 22 февраля 2014 | 11 сентября 2015       |
| Меткоискатели взволнованы тем, что сама принцесса Искорка предлагает им помощь в исследованиях. Видя заинтересованность Даймонд Тиары и Сильвер Спун в Сумеречной Искорке как принцессе, трое жеребят решают пойти ей навстречу. Однако после этого всему классу захотелось увидеть Искорку собственными глазами. Вначале Меткоискателям это понравилось, но вскоре начались большие хлопоты по поводу требований одноклассников вновь увидеть принцессу… К тому же Меткоискатели забывают о своих заданиях, которые они выполняли с Искоркой. |            |                                    |                                   |                                                      |                 |                        |
| |            |                                    |                                   |                                                      |                 |                        |
| 81 | 16         | Быть Бризи непросто                | It Ain’t Easy Being Breezies      | Наташа Левингер                                      | 1 марта 2014    | 11 сентября 2015       |
| Флаттершай принимает меры, чтобы спасти группу крохотных магических существ Бризи, которые нуждаются в некоторой помощи во время их миграции домой. Но она начинает раздумывать, как долго сможет им помогать, когда ей приходится выполнять каждую прихоть Бризи. |            |                                    |                                   |                                                      |                 |                        |
| |            |                                    |                                   |                                                      |                 |                        |
| 82 | 17         | Пони, которая приглядывает за мной | Somepony to Watch Over Me         | Скотт Соннеборн                                      | 8 марта 2014    | 14 сентября 2015       |
| Эпплблум получает шанс остаться дома одной на целый день, однако серия случайных совпадений заставляет Эпплджек пожалеть о своём решении. Эпплблум пытается найти способ доказать сестре, что вовсе не нуждается в её постоянной опеке. |            |                                    |                                   |                                                      |                 |                        |
| |            |                                    |                                   |                                                      |                 |                        |
| 83 | 18         | Мод Пай                            | Maud Pie                          | Ноэль Бенвенути                                      | 15 марта 2014   | 15 сентября 2015       |
| Сестра Пинки Пай по имени Мод приезжает в Понивилль, и Пинки ждёт не дождётся встречи с нею всей компании, чтобы они стали лучшими друзьями. Но когда оказывается, что Мод совсем не такая, как её описывала Пинки, у подруг возникают сложности в попытках сблизиться с ней. |            |                                    |                                   |                                                      |                 |                        |
| |            |                                    |                                   |                                                      |                 |                        |
| 84 | 19         | Помощь Крошки Белль                | For Whom the Sweetie Belle Toils  | Дейв Польски                                         | 22 марта 2014   | 15 сентября 2015       |
| Крошка Белль решила устроить постановку спектакля, для чего написала сценарий и сшила костюмы. Она просит старшую сестру проверить платья и пришить пуговицы, однако платья оказались ужасными, и Рарити приходится их переделать. В результате публике наряды понравились гораздо больше, чем сам спектакль. Крошка Белль обвиняет сестру в том, что та специально не дала ей побыть в центре внимания, и ночью намеренно портит головной убор, приготовленный Рарити для Сапфир Шорс.                                                        |            |                                    |                                   |                                                      |                 |                        |
| |            |                                    |                                   |                                                      |                 |                        |
| 85 | 20         | Прыжок веры                        | Leap of Faith                     | Джош Хабер                                           | 29 марта 2014   | 16 сентября 2015       |
| «Тоник от всех болезней» Флима и Флэма даёт гражданам Понивилля шанс избавиться от всех своих недугов. У Эпплджек имеются сомнения по поводу достоинств тоника, до тех пор, пока бабуля Смит не начинает его принимать и, кажется, он действительно излечил её от всех болезней. |            |                                    |                                   |                                                      |                 |                        |
| |            |                                    |                                   |                                                      |                 |                        |
| 86 | 21         | Экзамен на раз, два, три!          | Testing, Testing, 1, 2, 3         | Эми Китинг Роджерс                                   | 5 апреля 2014   | 16 сентября 2015       |
| Радуга Дэш готовится сдать тест по истории Чудомолний, чтобы стать членом их резерва. Искорка предлагает ей помочь в подготовке, но вскоре понимает, что её традиционные методы не работают. Да и остальные друзья не смогли помочь, лишь окончательно запутав Радугу и доведя её до отчаяния. |            |                                    |                                   |                                                      |                 |                        |
| |            |                                    |                                   |                                                      |                 |                        |
| 87 | 22         | Честная сделка                     | Trade Ya!                         | Скотт Соннеборн                                      | 19 апреля 2014  | 14 сентября 2015       |
| Главные героини отправляются на ярмарку у Радужных водопадов, чтобы выменять весьма важные предметы для каждой из них. Но когда дела идут не так, как планировалось, девочки понимают, что нет ничего более ценного, чем их дружба. |            |                                    |                                   |                                                      |                 |                        |
| |            |                                    |                                   |                                                      |                 |                        |
| 88 | 23         | В плену у вдохновения              | Inspiration Manifestation         | Меган МакКарти и Кори Пауэлл                         | 26 апреля 2014  | 17 сентября 2015       |
| Рарити теряет свою творческую харизму и чувствует, что она никогда не сможет снова создавать новые наряды. Желая ей помочь, Спайк находит заклинание, которое вызывает у Рарити видения — как хорошие, так и плохие. Однако такие затеи изначально несли в себе скрытую опасность для города… |            |                                    |                                   |                                                      |                 |                        |
| |            |                                    |                                   |                                                      |                 |                        |
| 89 | 24         | Эквестрийские игры                 | Equestria Games                   | Дейв Польски                                         | 3 мая 2014      | 17 сентября 2015       |
| Спайк отвечает за зажжение факела для открытия Эквестрийских Игр, однако из-за слишком сильного волнения не может выдохнуть огонь. Искорка по доброте душевной тайком помогает ему своей магией, не подозревая, к чему это может привести. |            |                                    |                                   |                                                      |                 |                        |
| |            |                                    |                                   |                                                      |                 |                        |
| 90 | 25         | Королевство Искорки. Часть 1       | Twilight’s Kingdom. Part 1        | Меган Маккарти                                       | 10 мая 2014     | 18 сентября 2015       |
| Искорка переживает, что как принцесса она только «улыбается и машет». Тем временем в Эквестрию возвращается старый злодей — кентавр по имени Тирек, который крадёт энергию пони. Искорка уже готова заняться этим делом, но принцесса Селестия назначает Дискорда с этим разобраться. А Искорка тем временем ищет способ открыть загадочную шкатулку Древа Гармонии. Дискорд предаёт пони и присоединяется к Тиреку. |            |                                    |                                   |                                                      |                 |                        |
| |            |                                    |                                   |                                                      |                 |                        |
| 91 | 26         | Королевство Искорки. Часть 2       | Twilight’s Kingdom. Part 2        | Меган Маккарти                                       | 10 мая 2014     | 18 сентября 2015       |
| В надежде спасти Эквестрию принцессы передают Искорке все свои магические силы, которые она должна держать в секрете от друзей. Тирек постепенно забирает энергию практически у всех пони и узнает, что четвёртой принцессой является Сумеречная Искорка. Теперь героине придётся в одиночку противостоять злодею и, вероятно, принести жертву за всех, кто ей дорог… |            |                                    |                                   |                                                      |                 |                        |
| |            |                                    |                                   |                                                      |                 |                        |

## Пятый сезон: 2015
| № серии | № в сезоне | Русское название                            | Оригинальное название               | Сценарист | Дата премьеры    | Дата премьеры в России |
| --- | ---------- | ------------------------------------------- | ----------------------------------- | --- | ---------------- | ---------------------- |
| 92 | 1          | Карта знаков отличия. Часть 1               | The Cutie Map (Part 1)              | Меган Маккарти (сюжет) Скотт Соннеборн и Митч Ларсон (сценарий)                                                | 4 апреля 2015    | 4 апреля 2016          |
| Основная шестёрка попадает в маленькую деревушку, где все пони равны, так как отказались от своих знаков отличия. Вместо меток у них символ «=», а управляет ими некая Старлайт Глиммер.                                     |            |                                             |                                     | |                  |                        |
| |            |                                             |                                     | |                  |                        |
| 93 | 2          | Карта знаков отличия. Часть 2               | The Cutie Map (Part 2)              | Меган Маккарти (сюжет) Скотт Соннеборн и Митч Ларсон (сценарий)                                                | 4 апреля 2015    | 4 апреля 2016          |
| Шестёрка пытается придумать способ получить назад свои знаки отличия. Для этого им просто необходим спецагент. После общих раздумий выбор падает на… Флаттершай.                                                             |            |                                             |                                     | |                  |                        |
| |            |                                             |                                     | |                  |                        |
| 94 | 3          | Замок, милый замок                          | Castle Sweet Castle                 | Джоанна Льюис и Кристин Сонгко                                                                                 | 11 апреля 2015   | 5 апреля 2016          |
| Подруги пытаются сделать так, чтобы принцесса Сумеречная Искорка чувствовала себя в замке как дома, узнав, что она избегает его.                                                                                             |            |                                             |                                     | |                  |                        |
| |            |                                             |                                     | |                  |                        |
| 95 | 4          | Блум и тень                                 | Bloom and Gloom                     | Джош Хабер | 18 апреля 2015   | 5 апреля 2016          |
| Эпплблум сильно беспокоится по поводу получения своего знака отличия, и однажды это превращает её сон в сплошной кошмар. |            |                                             |                                     | |                  |                        |
| |            |                                             |                                     | |                  |                        |
| 96 | 5          | Спасибо Танку за воспоминания               | Tanks for the Memories              | Синди Морроу                                                                                                   | 25 апреля 2015   | 6 апреля 2016          |
| Когда Радуга Дэш понимает, что Танк готовится впасть в спячку на всю зиму, от отчаяния она решает отменить приход зимы. |            |                                             |                                     | |                  |                        |
| |            |                                             |                                     | |                  |                        |
| 97 | 6          | Родео в Эпплузе                             | Appleoosa’s Most Wanted             | Дэйв Польски                                                                                                   | 2 мая 2015       | 6 апреля 2016          |
| Печально известный разбойник, Несчастная Подкова, возвращается терроризировать Эпплузу накануне родео. Меткоискатели решаются привлечь его к правосудию и заодно получить свои знаки отличия.                                |            |                                             |                                     | |                  |                        |
| |            |                                             |                                     | |                  |                        |
| 98 | 7          | Заводи новых друзей, но не забывай Дискорда | Make New Friends But Keep Discord   | Наташа Левингер                                                                                                | 16 мая 2015      | 7 апреля 2016          |
| Дискорд обнаруживает, что Флаттершай отправляется на бал в компании нового друга, а не вместе с ним. И кажется, он очень обеспокоен…                                                                                         |            |                                             |                                     | |                  |                        |
| |            |                                             |                                     | |                  |                        |
| 99 | 8          | Потерянное сокровище Гриффонстоуна          | The Lost Treasure of Griffonstone   | Эми Китинг Роджерс                                                                                             | 23 мая 2015      | 7 апреля 2016          |
| Карта отправляет Радугу Дэш и Пинки Пай в древнее королевство Гриффонстоун. Но две пони никак не могут понять, какую же проблему они призваны разрешить.                                                                     |            |                                             |                                     | |                  |                        |
| |            |                                             |                                     | |                  |                        |
| 100 | 9          | Кусочек жизни                               | Slice of Life                       | Митч Ларсон | 13 июня 2015     | 8 апреля 2016          |
| Пока шестеро главных пони сражаются с медвежуком, остальной Понивилль должен поспешить, чтобы перенесённая свадьба Крэнки Дудла и Матильды состоялась вовремя.                                                               |            |                                             |                                     | |                  |                        |
| |            |                                             |                                     | |                  |                        |
| 101 | 10         | Принцесса Спайк                             | Princess Spike                      | Джейсон Тиессен и Джим Миллер (сюжет) Нил Дуседау (сценарий)                                                   | 20 июня 2015     | 8 апреля 2016          |
| Когда Спайку доверяют важную должность охранения покоев принцессы Искорки, власть застилает ему глаза, и он начинает пользоваться её именем для собственной выгоды.                                                          |            |                                             |                                     | |                  |                        |
| |            |                                             |                                     | |                  |                        |
| 102 | 11         | Разрушитель вечеринки                       | Party Pooped                        | Джейсон Тиессен и Джим Миллер (сюжет) Ник Конфалоне (сценарий)                                                 | 27 июня 2015     | 11 апреля 2016         |
| Важная дипломатическая миссия дружбы с яками принимает кошмарный оборот, и теперь от Пинки Пай зависит спасение ситуации. |            |                                             |                                     | |                  |                        |
| |            |                                             |                                     | |                  |                        |
| 103 | 12         | Налаживание отношений                       | Amending Fences                     | Митч Ларсон | 4 июля 2015      | 11 апреля 2016         |
| Искорка понимает, что была не очень хорошей подругой для своих бывших приятельниц в Кантерлоте, и возвращается вместе со Спайком, чтобы загладить вину.                                                                      |            |                                             |                                     | |                  |                        |
| |            |                                             |                                     | |                  |                        |
| 104 | 13         | Снятся принцессам волшебные овцы?           | Do Princesses Dream of Magic Sheep? | Джейсон Тиессен и Джим Миллер (сюжет) Скотт Соннеборн (сценарий)                                               | 11 июля 2015     | 12 апреля 2016         |
| Принцесса Луна призывает на помощь основную шестёрку пони, чтобы те помогли ей с поисками Тантабаса — магической силы, которая грозит превратить реальность в один огромный кошмар.                                          |            |                                             |                                     | |                  |                        |
| |            |                                             |                                     | |                  |                        |
| 105 | 14         | Бутик в Кантерлоте                          | Canterlot Boutique                  | Эми Китинг Роджерс                                                                                             | 12 сентября 2015 | 12 апреля 2016         |
| Мечта Рарити о собственном бутике в Кантерлоте наконец-то сбывается, но из-за пони, которую она назначила своим заместителем, ей там уже не нравится работать.                                                               |            |                                             |                                     | |                  |                        |
| |            |                                             |                                     | |                  |                        |
| 106 | 15         | Рарити идёт по следу!                       | Rarity Investigates!                | Меган Маккарти, М. А. Ларсон, Джоанна Льюис и Кристин Сонгко (сюжет) Джоанна Льюис и Кристин Сонгко (сценарий) | 19 сентября 2015 | 13 апреля 2016         |
| Рарити должна доказать, что её подруга невиновна, ведь Радугу Дэш обвинили в преступлении, которого она не совершала. |            |                                             |                                     | |                  |                        |
| |            |                                             |                                     | |                  |                        |
| 107 | 16         | Сделано в Манхэттене                        | Made in Manehattan                  | Ноэль Бенвенути                                                                                                | 26 сентября 2015 | 14 апреля 2016         |
| Эпплжек и Рарити призваны в Мэйнхэттен для решения проблемы, связанной с дружбой; в результате они помогают Коко Помель с её новым масштабным проектом, но все трое обнаруживают, что откусили больше, чем могут проглотить. |            |                                             |                                     | |                  |                        |
| |            |                                             |                                     | |                  |                        |
| 108 | 17         | Братский фестиваль                          | Brotherhooves Social                | Дэйв Польски                                                                                                   | 3 октября 2015   | 14 апреля 2016         |
| Эпплджек пришлось срочно уехать, и она не сможет принять участие в Фестивале Сестёр вместе с Эпплблум. Большой Маки решает заменить сестру.                                                                                  |            |                                             |                                     | |                  |                        |
| |            |                                             |                                     | |                  |                        |
| 109 | 18         | В поисках утраченного знака                 | Crusaders of the Lost Mark          | Эми Китинг Роджерс                                                                                             | 10 октября 2015  | 15 апреля 2016         |
| Когда Пипсквик выдвигает свою кандидатуру на выборах президента класса, Искатели поддерживают друга, но позже они оказывают помощь своей давней сопернице — Даймонд Тиаре.                                                   |            |                                             |                                     | |                  |                        |
| |            |                                             |                                     | |                  |                        |
| 110 | 19         | Пинки Пай кое-что знает                     | The One Where Pinkie Pie Knows      | Джиллиан М. Берроу                                                                                             | 17 октября 2015  | 15 апреля 2016         |
| Пинки Пай с трудом удерживается от того, чтобы не разболтать секрет, связанный с Принцессой Каденс и Шайнингом Армором. |            |                                             |                                     | |                  |                        |
| |            |                                             |                                     | |                  |                        |
| 111 | 20         | Разбивающие сердца                          | Hearthbreakers                      | Ник Конфалоне                                                                                                  | 24 октября 2015  | 18 апреля 2016         |
| Эпплджек обрадована возможностью встретить день Согревающего Очага вместе с семьёй Пинки Пай, но она очень быстро понимает, что в семействе Пай совсем иначе привыкли отмечать праздники на их каменной ферме.               |            |                                             |                                     | |                  |                        |
| |            |                                             |                                     | |                  |                        |
| 112 | 21         | Мастер Страха                               | Scare-Master                        | Наташа Левингер                                                                                                | 31 октября 2015  | 13 апреля 2016         |
| Флаттершай решается побороть свой страх и провести Ночь Кошмаров со своими друзьями. |            |                                             |                                     | |                  |                        |
| |            |                                             |                                     | |                  |                        |
| 113 | 22         | А что с Дискордом?                          | What About Discord?                 | Нил Дуседау | 7 ноября 2015    | 18 апреля 2016         |
| После трёх дней, проведённых безвылазно в библиотеке, Искорка обнаруживает, что её друзья заметно сблизились с Дискордом, и теперь ей предстоит выяснить, не скрывается ли за этим какой-то хитрый план.                     |            |                                             |                                     | |                  |                        |
| |            |                                             |                                     | |                  |                        |
| 114 | 23         | Хуффилды и МакКольты                        | The Hooffields and McColts          | Джоанна Льюис и Кристин Сонгко                                                                                 | 14 ноября 2015   | 19 апреля 2016         |
| Карта отправляет Принцессу Искорку и Флаттершай улаживать давнюю вражду между двумя семействами, которые уже даже и не помнят, за что же они сражаются.                                                                      |            |                                             |                                     | |                  |                        |
| |            |                                             |                                     | |                  |                        |
| 115 | 24         | Гвоздь программы                            | The Mane Attraction                 | Эми Китинг Роджерс                                                                                             | 21 ноября 2015   | 19 апреля 2016         |
| Старая подруга Эпплджек стала настоящей звездой поп-сцены, но Эпплджек переживает, что менеджер певицы вовсе не берёт в расчёт интересы своей подопечной.                                                                    |            |                                             |                                     | |                  |                        |
| |            |                                             |                                     | |                  |                        |
| 116 | 25         | Знак отличия: Перезагрузка. Часть 1         | The Cutie Re-Mark (Part 1)          | Джош Хабер | 28 ноября 2015   | 20 апреля 2016         |
| В надежде осуществить свою месть над основной шестёркой Старлайт Глиммер получает заклинание, которое может изменить прошлое, настоящее и будущее всей Эквестрии навсегда.                                                   |            |                                             |                                     | |                  |                        |
| |            |                                             |                                     | |                  |                        |
| 117 | 26         | Знак отличия: Перезагрузка. Часть 2         | The Cutie Re-Mark (Part 2)          | Джош Хабер | 28 ноября 2015   | 20 апреля 2016         |
| Принцесса Искорка продолжает свою борьбу с попытками Старлайт изменить прошлое. |            |                                             |                                     | |                  |                        |

## Шестой сезон: 2016
| № серии | № в сезоне | Русское название           | Оригинальное название            | Сценарист                                                                                            | Дата премьеры    | Дата премьеры в России |
| --- | ---------- | -------------------------- | -------------------------------- | --- | ---------------- | ---------------------- |
| 118 | 1          | Кристаллинг. Часть 1       | The Crystalling (Part 1)         | Джош Хабер                                                                                           | 26 марта 2016    | 2 января 2017          |
| Основная шестёрка героинь отправляется в Кристальную Империю, чтобы стать свидетелями Кристаллинга жеребёнка Шайнинга Армора и Каденс. Сумеречной Искорке выпадает шанс преподать первый урок магии дружбы для Старлайт. |            |                            |                                  | |                  |                        |
| |            |                            |                                  | |                  |                        |
| 119 | 2          | Кристаллинг. Часть 2       | The Crystalling (Part 2)         | Джош Хабер                                                                                           | 26 марта 2016    | 2 января 2017          |
| Шестёрка делает всё возможное, чтобы спасти Кристальную Империю от наступления вечной зимы; Старлайт пытается прийти в себя после неудачной попытки воссоединения со старым другом. |            |                            |                                  | |                  |                        |
| |            |                            |                                  | |                  |                        |
| 120 | 3          | Подарок для Мод Пай        | The Gift of Maud Pie             | Джош Хабер, Майкл П. Фокс и Вил Фокс (сюжет) Майкл П. Фокс и Вил Фокс (сценарий)                     | 2 апреля 2016    | 3 января 2017          |
| Рарити и Пинки Пай отправляются в Мэйнхэттен, чтобы подобрать идеальное место для нового магазина Рарити и найти идеальный подарок для сестры Пинки Пай. |            |                            |                                  | |                  |                        |
| |            |                            |                                  | |                  |                        |
| 121 | 4          | Знаки отличия              | On Your Marks                    | Дэйв Польски (сюжет) Дэйв Польски и Джош Хабер (сценарий)                                            | 9 апреля 2016    | 3 января 2017          |
| Теперь, когда Меткоискатели наконец-то получили свои знаки отличия, они понимают, что должны помогать пони с их метками, но узнав, что пони с такими проблемами в Понивилле встречаются редко, решают иногда ненадолго расходиться и заниматься тем, чем хотят. |            |                            |                                  | |                  |                        |
| |            |                            |                                  | |                  |                        |
| 122 | 5          | Испытания огнём            | Gauntlet of Fire                 | Джоанна Льюис и Кристин Сонгко                                                                       | 16 апреля 2016   | 4 января 2017          |
| Спайк светится и чешется, но принцессы объясняют, что если так происходит, то значит, он нужен Повелителю Драконов. В драконьих землях Повелитель Драконов Торч объявляет, что решил уйти на покой, и тот, кто сумеет достать его скипетр из жерла вулкана, станет его преемником. |            |                            |                                  | |                  |                        |
| |            |                            |                                  | |                  |                        |
| 123 | 6          | Никаких вторых шансов      | No Second Prances                | Ник Конфалоне                                                                                        | 30 апреля 2016   | 4 января 2017          |
| Когда Старлайт Глиммер пытается завести нового друга, её выбор падает на Трикси. Искорка хочет это пресечь, поскольку считает, что Трикси — плохой выбор Старлайт. |            |                            |                                  | |                  |                        |
| |            |                            |                                  | |                  |                        |
| 124 | 7          | Новичок Дэш                | Newbie Dash                      | Дэйв Польски и Дэйв Рэпп (сюжет) Дэйв Рэпп (сценарий)                                                | 7 мая 2016       | 5 января 2017          |
| После того, как Радуга Дэш наконец-то становится полноправной Чудомолнией, она производит ужасное первое впечатление, из-за чего к ней прилипает унизительное прозвище — «Радуга Крэш». Радуга всеми силами пытается избавиться от этой клички. |            |                            |                                  | |                  |                        |
| |            |                            |                                  | |                  |                        |
| 125 | 8          | День очага                 | A Hearth’s Warming Tail          | Майкл Фогель                                                                                         | 14 мая 2016      | 5 января 2017          |
| Старлайт Глиммер не хочет праздновать День Горящего Очага, и Искорка пытается помочь доказать ей, почему этот праздник так важен, прочитав свою любимую историю — сказку о Сноуфолл Фрост. |            |                            |                                  | |                  |                        |
| |            |                            |                                  | |                  |                        |
| 126 | 9          | Новости Седельного ряда    | The Saddle Row Review            | Ник Конфалоне                                                                                        | 21 мая 2016      | 6 января 2017          |
| После открытия бутика Рарити в Мэйнхеттене в прессе выходит разгромная статья об основной шестёрке, чуть не испортившей грандиозное открытие. |            |                            |                                  | |                  |                        |
| |            |                            |                                  | |                  |                        |
| 127 | 10         | Выходной Эпплджек          | Applejack’s «Day Off»            | Нил Дуседау, Майкл П. Фокс и Вил Фокс (сюжет) Майкл П. Фокс и Вил Фокс (сценарий)                    | 28 мая 2016      | 7 января 2017          |
| Рарити делает всё возможное, чтобы затащить Эпплджек в спа, считая, что той стоит немного расслабиться. Когда же Искорка и Спайк стараются подменить Эпплджек на ферме, оказывается, что её работа куда сложнее, чем им могло показаться. |            |                            |                                  | |                  |                        |
| |            |                            |                                  | |                  |                        |
| 128 | 11         | Братишка Флаттершай        | Flutter Brutter                  | Меган МакКарти (сюжет) Дэйв Рэпп (сценарий)                                                          | 4 июня 2016      | 7 января 2017          |
| Когда Флаттершай пытается убедить своего брата-халявщика Зефира Бриза съехать от родителей, он вместо этого перебирается к ней самой, вынуждая Флаттершай стать ему опорой и помочь в преодолении страха неудачи. |            |                            |                                  | |                  |                        |
| |            |                            |                                  | |                  |                        |
| 129 | 12         | Добавь специй в свою жизнь | Spice Up Your Life               | Майкл Фогель                                                                                         | 11 июня 2016     | 8 января 2017          |
| Карта отправляет Пинки Пай и Рарити в Кантерлот для решения дружеской проблемы. Прибыв на место, они обнаруживают, что отношения между отцом и дочерью находятся в весьма плачевном состоянии, пока они вдвоём пытаются поддерживать работу своего общего ресторана. И Пинки Пай, и Рарити обе хотят помочь, но у каждой из них свои идеи насчёт того, какой же именно эта помощь должна быть. |            |                            |                                  | |                  |                        |
| |            |                            |                                  | |                  |                        |
| 130 | 13         | Страннее фанатских историй | Stranger Than Fan Fiction        | Джош Хабер и Майкл Фогель                                                                            | 30 июля 2016     | 8 января 2017          |
| На конвенте в Мэйнхеттене, посвящённом Дэринг Ду, Радуга встречает пони, который считает, что писательница испортила книги после первой серии. И это ей очень не нравится. |            |                            |                                  | |                  |                        |
| |            |                            |                                  | |                  |                        |
| 131 | 14         | Не ставь карт впереди пони | The Cart Before the Ponies       | Эд Валентайн и Майкл Фогель (сюжет) Эд Валентайн (сценарий)                                          | 6 августа 2016   | 9 января 2017          |
| Искатели знаков отличия намерены принять участие в ежегодном городском дерби, но их товарищи по команде — Рарити, Эпплджек и Радуга Дэш — решают взять это дело полностью в свои копыта. |            |                            |                                  | |                  |                        |
| |            |                            |                                  | |                  |                        |
| 132 | 15         | 28 розыгрышей спустя       | 28 Pranks Later                  | Меган Маккарти (сюжет) Ф. М. Де Марко (сценарий)                                                     | 13 августа 2016  | 9 января 2017          |
| Радуга со своими постоянными шуточками заходит слишком далеко, и пони решают преподать ей урок с помощью её же оружия. |            |                            |                                  | |                  |                        |
| |            |                            |                                  | |                  |                        |
| 133 | 16         | Времена меняются           | The Times They Are a Changeling  | Кевин Бурк, Майкл Фогель и Крис «Док» Уайатт (сюжет) Кевин Бурк и Крис «Док» Уайатт (сценарий)       | 20 августа 2016  | 10 января 2017         |
| Когда Спайк с Искоркой и Старлайт приезжают в Кристальную Империю навестить Каденс, Шайнинга и Флурри Харт, они обнаруживают по всей империи панику из-за предполагаемого присутствия шпиона оборотней. Вскоре Спайк сталкивается с оборотнем лицом к лицу, но происходит совсем не то, что он ожидал.                                                                                         |            |                            |                                  | |                  |                        |
| |            |                            |                                  | |                  |                        |
| 134 | 17         | Подземелья и Дискорды      | Dungeons and Discords            | Ник Конфалоне                                                                                        | 27 августа 2016  | 10 января 2017         |
| Когда основная шестёрка покидает город, Дискорд присоединияется к совершенно секретному мальчишнику, который устроили Спайк и Большой Маки. К большому разочарованию Дискорда, мальчишник оказывается вечером фэнтезийной ролевой игры. |            |                            |                                  | |                  |                        |
| |            |                            |                                  | |                  |                        |
| 135 | 18         | Бакбольный сезон           | Buckball Season                  | Дженнифер Скелли                                                                                     | 3 сентября 2016  | 11 января 2017         |
| Когда Пинки Пай и Флаттершай оказываются лучшими игроками в бакбол Понивилля, Эпплджек и Радуга соглашаются тренировать их к игре против Эпплузы, но когда от давления игра перестаёт приносить радость, новые звёздные бакболистки Понивилля уже не хотят играть. |            |                            |                                  | |                  |                        |
| |            |                            |                                  | |                  |                        |
| 136 | 19         | Виноваты знаки отличия     | The Fault in Our Cutie Marks     | Джош Хабер и Меган Маккарти (сюжет) Эд Валентайн (сценарий)                                          | 10 сентября 2016 | 6 января 2017          |
| Меткоискатели столкнулись с проблемой, которую они не могут решить: восторженная молодая грифониха Габриэлла просит их помочь ей получить знак отличия. Проблема состоит в том, что у грифонов меток не бывает. |            |                            |                                  | |                  |                        |
| |            |                            |                                  | |                  |                        |
| 137 | 20         | Вива Лас-Пегас             | Viva Las Pegasus                 | Кевин Бурк, Майкл Фогель и Крис «Док» Уайатт (сюжет) Кевин Бурк и Крис «Док» Уайатт (сценарий)       | 17 сентября 2016 | 11 января 2017         |
| Карта отправляет Эпплджек и Флаттершай в Лас-Пегас, где они находят Флима и Флэма, работающих на курорте под начальством импозантного Глэдмэйна. Подругам предстоит помирить братьев-мошенников. |            |                            |                                  | |                  |                        |
| |            |                            |                                  | |                  |                        |
| 138 | 21         | За всем не угонишься       | Every Little Thing She Does      | Майкл Фогель                                                                                         | 24 сентября 2016 | 12 января 2017         |
| Хотя Старлайт Глиммер отлично показывает себя в магических занятиях с Искоркой, она избегает её уроков дружбы. Стараясь произвести впечатление на свою наставницу, Старлайт пытается решить несколько проблем дружбы сразу и применяет магию на друзей. |            |                            |                                  | |                  |                        |
| |            |                            |                                  | |                  |                        |
| 139 | 22         | Точка зрения пони          | P.P.O.V.                         | Кевин Бурк, Крис «Док» Уайатт и Майкл П. Фокс и Вил Фокс (сюжет) Майкл П. Фокс и Вил Фокс (сценарий) | 1 октября 2016   | 12 января 2017         |
| Эпплджек, Рарити и Пинки Пай возвращаются расстроенными из круиза, и у каждой есть своя версия произошедшего. Искорка должна разобраться, что случилось на самом деле. |            |                            |                                  | |                  |                        |
| |            |                            |                                  | |                  |                        |
| 140 | 23         | Где скрывается ложь        | Where the Apple Lies             | Меган МакКарти и Дэйв Рэпп (сюжет) Дэйв Рэпп (сценарий)                                              | 8 октября 2016   | 13 января 2017         |
| Когда Эпплблум прикрывает свою ошибку невинной ложью, Эпплджек решает рассказать историю, как она стала ценить честность после собственной череды лжи, которая отправила всю семью Эппл в больницу. |            |                            |                                  | |                  |                        |
| |            |                            |                                  | |                  |                        |
| 141 | 24         | Высший пилотаж             | Top Bolt                         | Джоанна Льюис, Кристин Сонгко и Меган МакКарти (сюжет) Джоанна Льюис и Кристин Сонгко (сценарий)     | 15 октября 2016  | 13 января 2017         |
| Магическая карта отправляет Искорку и Радугу в Академию Чудо-молний для решения дружеской проблемы. Кадет по имени Скай Стингер считает себя превосходным летуном, хотя на самом деле это не так. |            |                            |                                  | |                  |                        |
| |            |                            |                                  | |                  |                        |
| 142 | 25         | Туда и обратно. Часть 1    | To Where and Back Again (Part 1) | Джош Хабер и Майкл Фогель                                                                            | 22 октября 2016  | 14 января 2017         |
| Старлайт Глиммер получает приглашение от Дабл Даймонда на праздник в свою бывшую деревню. Нехотя она отправляется туда вместе с Трикси, но, переволновавшись, сбегает с праздника. По возвращении они обнаруживают, что их друзей подменили оборотни. |            |                            |                                  | |                  |                        |
| |            |                            |                                  | |                  |                        |
| 143 | 26         | Туда и обратно. Часть 2    | To Where and Back Again (Part 2) | Джош Хабер и Майкл Фогель                                                                            | 22 октября 2016  | 14 января 2017         |
| Королева Кризалис вернулась, но кто же спасёт Эквестрию, если вся основная шестёрка и принцессы оказались заточёнными в Рое Оборотней?.. |            |                            |                                  | |                  |                        |

## Седьмой сезон: 2017
| № серии | № в сезоне | Русское название              | Оригинальное название             | Сценарист                      | Дата премьеры    | Дата премьеры в России |
| --- | ---------- | ----------------------------- | --------------------------------- | ------------------------------ | ---------------- | ---------------------- |
| 144 | 1          | Совет Селестии                | Celestial Advice                  | Джоанна Льюис и Кристин Сонгко | 15 апреля 2017   | 1 сентября 2017        |
| Сумеречная Искорка переживает за будущее Старлайт Глиммер и получает крайне важный совет от своей собственной наставницы — принцессы Селестии. |            |                               |                                   |                                |                  |                        |
| |            |                               |                                   |                                |                  |                        |
| 145 | 2          | Чаша терпения                 | All Bottled Up                    | Джоанна Льюис и Кристин Сонгко | 15 апреля 2017   | 1 сентября 2017        |
| Пока главные героини отдыхают от геройств, Трикси случайно телепортирует Карту Дружбы в неизвестное место. Опасаясь, что её гнев на Трикси может оказаться неуправляемым, Старлайт использует заклинание успокоения, пока они ищут потерянную карту.                                              |            |                               |                                   |                                |                  |                        |
| |            |                               |                                   |                                |                  |                        |
| 146 | 3          | Буря эмоций                   | A Flurry of Emotions              | Сэмми Кроули и Уитни Ветта     | 22 апреля 2017   | 4 сентября 2017        |
| Плотно распланировав свой день, Искорка вдобавок соглашается посидеть с Флурри Харт. Однако, чтобы всё успеть и заодно сохранить титул «лучшей тёти на свете», ей придётся хорошенько постараться, оберегая малышку от неприятностей.                                                             |            |                               |                                   |                                |                  |                        |
| |            |                               |                                   |                                |                  |                        |
| 147 | 4          | Друзья навеки                 | Rock Solid Friendship             | Ник Конфалоне                  | 29 апреля 2017   | 5 сентября 2017        |
| Когда Пинки Пай узнаёт, что Мод надумывает переехать в Понивилль, она прилагает все усилия, чтобы показать сестре, что тут её заинтересуют не только камни, и изо всех сил пытается найти для Мод нового друга.                                                                                   |            |                               |                                   |                                |                  |                        |
| |            |                               |                                   |                                |                  |                        |
| 148 | 5          | Флаттершай выбирает свой путь | Fluttershy Leans In               | Джиллиан М. Берроу             | 6 мая 2017       | 5 сентября 2017        |
| Флаттершай решает воплотить свои мечты о заповеднике с помощью очень особенных пони. Но когда её истинное видение не совпадает с результатом, ей приходится побороться за свои идеи. |            |                               |                                   |                                |                  |                        |
| |            |                               |                                   |                                |                  |                        |
| 149 | 6          | Вечный жеребёнок              | Forever Filly                     | Майкл П. Фокс и Вил Фокс       | 13 мая 2017      | 6 сентября 2017        |
| Рарити решает удивить Крошку Белль особенным днём, когда они вместе будут заниматься всеми её любимыми делами, но вскоре узнаёт, что её младшая сестра уже не та маленькая кобылка, что была раньше.                                                                                              |            |                               |                                   |                                |                  |                        |
| |            |                               |                                   |                                |                  |                        |
| 150 | 7          | Родительская опека            | Parental Glideance                | Джош Гамильтон                 | 20 мая 2017      | 6 сентября 2017        |
| Когда родители Радуги Дэш узнают от Скуталу, что их дочь стала Чудо-молнией, они появляются на каждом мероприятии, чтобы подбодрить её. Однако их чрезмерный энтузиазм оказывается довольно смущающим и вскоре доводит Радугу до ручки.                                                           |            |                               |                                   |                                |                  |                        |
| |            |                               |                                   |                                |                  |                        |
| 151 | 8          | Сложно что-то сказать         | Hard to Say Anything              | Бэки Вангберг                  | 27 мая 2017      | 7 сентября 2017        |
| Когда Искатели знаков отличия обнаруживают, что Большой Маки впервые втрескался по уши, они клянутся помочь ему завоевать сердце Шугар Белль прежде, чем это сделает Фезер Бэнгс. |            |                               |                                   |                                |                  |                        |
| |            |                               |                                   |                                |                  |                        |
| 152 | 9          | Честная Эппл                  | Honest Apple                      | Кевин Лаппин                   | 3 июня 2017      | 7 сентября 2017        |
| Рарити просит Эпплджек стать членом жюри на показе мод. Эпплджек не в восторге, но потом входит во вкус. Вскоре она осознаёт, что чрезмерно прямое и честное мнение может быть обидным. |            |                               |                                   |                                |                  |                        |
| |            |                               |                                   |                                |                  |                        |
| 153 | 10         | Королевская проблема          | A Royal Problem                   | Джоанна Льюис и Кристин Сонгко | 10 июня 2017     | 8 сентября 2017        |
| Старлайт Глиммер отправляется в Кантерлот для решения проблемы дружбы между принцессами Селестией и Луной. Увидев, что сёстры не ценят друг друга, Старлайт импульсивно меняет местами их знаки отличия.                                                                                          |            |                               |                                   |                                |                  |                        |
| |            |                               |                                   |                                |                  |                        |
| 154 | 11         | Избегая неприятностей         | Not Asking for Trouble            | Мэй Чан                        | 17 июня 2017     | 11 сентября 2017       |
| Во время посещения Пинки Пай принца Рутерфорда и яков на Як-Якистан обрушивается гигантская лавина. Пинки предлагает привести на помощь пони, но гордый принц и яки отказываются, мотивируя это тем, что яки никогда не просят помощи.                                                            |            |                               |                                   |                                |                  |                        |
| |            |                               |                                   |                                |                  |                        |
| 155 | 12         | Нарушенная гармония           | Discordant Harmony                | Майкл П. Фокс и Вил Фокс       | 5 августа 2017   | 12 сентября 2017       |
| Когда Дискорд приглашает Флаттершай к себе в измерение на чай, он опасается, что ей там будет не по себе, и начинает изменять его с катастрофическими для себя результатами. |            |                               |                                   |                                |                  |                        |
| |            |                               |                                   |                                |                  |                        |
| 156 | 13         | Идеальная пара                | The Perfect Pear                  | Джоанна Льюис и Кристин Сонгко | 5 августа 2017   | 12 сентября 2017       |
| Молодые Эпплы узнают историю любви своих родителей, а также о том, что их мать происходит из семейства Пеа. |            |                               |                                   |                                |                  |                        |
| |            |                               |                                   |                                |                  |                        |
| 157 | 14         | Обратная сторона славы        | Fame and Misfortune               | М. А. Ларсон                   | 12 августа 2017  | 13 сентября 2017       |
| Когда Искорка решает опубликовать «Журнал Дружбы», основанный на приключениях основной шестёрки, жители Понивилля восприняли этот журнал как художественную книгу и стали относиться к Искорке и её друзьям соответствующе, видя в них не реальных пони, а книжных персонажей.                    |            |                               |                                   |                                |                  |                        |
| |            |                               |                                   |                                |                  |                        |
| 158 | 15         | И нашим и вашим               | Triple Threat                     | Джош Гамильтон                 | 19 августа 2017  | 13 сентября 2017       |
| Спайк случайно приглашает Эмбер и Торакса в Понивилль в один и тот же день. Он уверен, что Повелительница драконов и король оборотней не смогут поладить, и делает всё возможное, чтобы держать их порознь и они не узнали друг о друге.                                                          |            |                               |                                   |                                |                  |                        |
| |            |                               |                                   |                                |                  |                        |
| 159 | 16         | Истории у костра              | Campfire Tales                    | Бэрри Сэфчик и Майкл Платт     | 26 августа 2017  | 14 сентября 2017       |
| Когда поход их сестёр губят флайдеры, Эпплджек, Рарити и Радуга рассказывают Эпплблум, Крошке Белль и Скуталу их любимые легенды. Вдохновившись историями, девочки пытаются воплотить их в новой ситуации.                                                                                        |            |                               |                                   |                                |                  |                        |
| |            |                               |                                   |                                |                  |                        |
| 160 | 17         | Преобразить оборотня          | To Change a Changeling            | Кевин Лаппин                   | 2 сентября 2017  | 19 сентября 2017       |
| Старлайт и Трикси пытаются заставить брата Торакса, Фаринкса, принять новый путь разделения любви и преобразиться, чтобы он не подрывал авторитет Торакса как лидера, и в конечном итоге улей принял его.                                                                                         |            |                               |                                   |                                |                  |                        |
| |            |                               |                                   |                                |                  |                        |
| 161 | 18         | Дэринг Ду уходит?             | Daring Done?                      | Джиллиан М. Берроу             | 9 сентября 2017  | 15 сентября 2017       |
| Любимый автор Радуги Дэш заявляет о своём уходе. Радуга убеждает Пинки Пай выяснить, будет ли серия книг о Дэринг Ду закрыта навсегда. |            |                               |                                   |                                |                  |                        |
| |            |                               |                                   |                                |                  |                        |
| 162 | 19         | Грива в тебе не главное       | It Isn’t the Mane Thing About You | Джош Хабер                     | 16 сентября 2017 | 16 октября 2017        |
| Когда Рарити случайно путает шампунь от Зекоры с её же волшебным зельем для удаления волос, она делает всё возможное, чтобы восстановить свою опустевшую гриву к предстоящей фотосессии. |            |                               |                                   |                                |                  |                        |
| |            |                               |                                   |                                |                  |                        |
| 163 | 20         | Полезная информация           | A Health of Information           | Сэмми Кроули и Уитни Ветта     | 23 сентября 2017 | 18 сентября 2017       |
| Помогая Флаттершай собирать припасы, Зекора сваливается с ужасной болезнью — болотной лихорадкой. Хотя лекарство от неё до сих пор не найдено, Флаттершай задаётся целью исцелить Зекору, чего бы это ни стоило.                                                                                  |            |                               |                                   |                                |                  |                        |
| |            |                               |                                   |                                |                  |                        |
| 164 | 21         | Знаки отличия и игры          | Marks and Recreation              | Мэй Чан                        | 30 сентября 2017 | 18 октября 2017        |
| Желая помочь как можно большему числу пустобоких пони, Меткоискатели открывают лагерь знаков отличия, но их удивляет то, что один из посетителей не хочет иметь знак отличия. |            |                               |                                   |                                |                  |                        |
| |            |                               |                                   |                                |                  |                        |
| 165 | 22         | Дело было в дирижабле         | Once Upon a Zeppelin              | Бриттани Джо Флорес            | 7 октября 2017   | 17 октября 2017        |
| Искорка вынуждена буквально разрываться на части, когда узнаёт, что круиз, в который она отправилась со своей семьёй, — тематический отпуск, в котором другие пони платят только за возможность поговорить с ней. Ей приходится радовать как собственную семью, так и остальных путешественников. |            |                               |                                   |                                |                  |                        |
| |            |                               |                                   |                                |                  |                        |
| 166 | 23         | Секреты и пироги              | Secrets and Pies                  | Джош Гамильтон                 | 14 октября 2017  | 18 октября 2017        |
| Когда Пинки Пай думает, что видела, как Радуга выбросила один из её пирогов, она подозревает самое худшее: Радуга на самом деле ненавидит её пироги. Пинки пытается уличить её в паутине лжи. |            |                               |                                   |                                |                  |                        |
| |            |                               |                                   |                                |                  |                        |
| 167 | 24         | Разные интересы               | Uncommon Bond                     | Джош Хабер и Кевин Лаппин      | 21 октября 2017  | 5 ноября 2017          |
| Санбёрст приезжает погостить в Понивилль. Старлайт очень рада, но вскоре обнаруживает, что у Санбёрста много общего с её друзьями, и начинает задумываться, осталось ли у него что-то общее с ней.                                                                                                |            |                               |                                   |                                |                  |                        |
| |            |                               |                                   |                                |                  |                        |
| 168 | 25         | Борьба теней. Часть 1         | Shadow Play (Part 1)              | Джош Хабер                     | 28 октября 2017  | 5 ноября 2017          |
| Когда Санбёрст находит потерянный журнал Старсвирла Бородатого, Искорка становится одержима идеей спасения своего волшебного кумира из тысячелетнего заключения. |            |                               |                                   |                                |                  |                        |
| |            |                               |                                   |                                |                  |                        |
| 169 | 26         | Борьба теней. Часть 2         | Shadow Play (Part 2)              | Джош Хабер                     | 28 октября 2017  | 5 ноября 2017          |
| У Искорки получается освободить Старсвирла и других героев Древней Эквестрии, но вместе с ними освобождается и Пони Теней. Смогут ли все, объединившись, победить злодея? |            |                               |                                   |                                |                  |                        |

## Восьмой сезон: 2018
| № серии | № в сезоне | Русское название                      | Оригинальное название       | Сценарист                      | Дата премьеры    | Дата премьеры в России |
| --- | ---------- | ------------------------------------- | --------------------------- | ------------------------------ | ---------------- | ---------------------- |
| 170 | 1          | Школьные сюрпризы. Часть 1            | School Daze, Part 1         | Майкл Фогель и Николь Дюбюк    | 24 марта 2018    | 3 сентября 2018        |
| Когда Карта Дружбы расширяется на мир за границами Эквестрии, Шестёрка понимает, что им нужен способ распространить послание дружбы как можно дальше. К счастью, Искорка знает, что нужно делать: открыть Школу Дружбы. Но всё идёт не по плану. |            |                                       |                             |                                |                  |                        |
| |            |                                       |                             |                                |                  |                        |
| 171 | 2          | Школьные сюрпризы. Часть 2            | School Daze, Part 2         | Майкл Фогель и Николь Дюбюк    | 24 марта 2018    | 3 сентября 2018        |
| Когда Эквестрийский Образовательный Совет закрывает Школу Дружбы, Сумеречная Искорка должна воссоединиться со своими учениками, вдохновить её друзей и лягнуть куда подальше правила, чтобы доказать: она знает, что правильно. Любые создания, пони они или нет, заслуживают вместе изучать дружбу.                                                                     |            |                                       |                             |                                |                  |                        |
| |            |                                       |                             |                                |                  |                        |
| 172 | 3          | Парень Мод Пай                        | The Maud Couple             | Ник Конфалоне                  | 31 марта 2018    | 4 сентября 2018        |
| Связь Пинки Пай с её супер-лучшей-подругой-и-сестрой оказывается под угрозой, когда у Мод появляется парень, которого Пинки просто на дух не переносит. |            |                                       |                             |                                |                  |                        |
| |            |                                       |                             |                                |                  |                        |
| 173 | 4          | Играй роль, пока роль не станет тобой | Fake It Til You Make It     | Джош Гамильтон                 | 7 апреля 2018    | 4 сентября 2018        |
| Флаттершай — единственная пони, которая может присмотреть за бутиком в Мэйнхеттене, пока Рарити отсутствует. Она боится, что не справится с клиентами, и начинает примерять на себя разные роли. Но когда это выходит за все рамки, остановить её может только сама Рарити. В итоге Флаттершай понимает, что лучший способ справиться с доверенной работой — быть собой. |            |                                       |                             |                                |                  |                        |
| |            |                                       |                             |                                |                  |                        |
| 174 | 5          | Бабули зажигают                       | Grannies Gone Wild          | Джиллиан М. Берроу             | 14 апреля 2018   | 5 сентября 2018        |
| Бабуля Смит и её престарелые подруги отправляются в Лас-Пегас, и Радуга сопровождает их в пути, потому что надеется прокатиться на лучших американских горках, пока они не закрылись. К сожалению, Эпплджек выдаёт ей целый список правил по присмотру за бабулями, из-за которых Радуга может даже не увидеть желанный аттракцион.                                      |            |                                       |                             |                                |                  |                        |
| |            |                                       |                             |                                |                  |                        |
| 175 | 6          | Ни рыба ни мясо                       | Surf and/or Turf            | Брайан Холфилд                 | 21 апреля 2018   | 5 сентября 2018        |
| Искатели знаков отличия помогают юному гиппогрифу Террамару выяснить, где его дом. Его отец живёт на горе Арис, а мать — в Сиквестрии, и он не может решить, где жить ему самому. К сожалению, Искателям знаков отличия нравятся оба места, и они не могут помочь ему сделать правильный выбор.                                                                          |            |                                       |                             |                                |                  |                        |
| |            |                                       |                             |                                |                  |                        |
| 176 | 7          | Лошадиный спектакль                   | Horse Play                  | Кейта Мпамбара                 | 28 апреля 2018   | 6 сентября 2018        |
| Мечта принцессы Селестии о выступлении на сцене сбывается, когда Сумеречная Искорка даёт ей роль в своей постановке. Однако вскоре она обнаруживает, что призвание Селестии явно в чём-то другом. |            |                                       |                             |                                |                  |                        |
| |            |                                       |                             |                                |                  |                        |
| 177 | 8          | Родительская карта                    | The Parent Map              | Дэйв Рэпп                      | 5 мая 2018       | 6 сентября 2018        |
| Ни Старлайт, ни Санбёрст не навещали своих родителей долгое время, но когда их обоих призывает карта и отправляет в родной городок, они обнаруживают, что их родители находятся в центре дружеской проблемы, которую нужно решить. |            |                                       |                             |                                |                  |                        |
| |            |                                       |                             |                                |                  |                        |
| 178 | 9          | Никакого соперничества                | Non-Compete Clause          | Ким Байер-Джонсон              | 12 мая 2018      | 7 сентября 2018        |
| Эпплджек и Радуга с учениками отправляются на выездную экскурсию, желая получить звание учителя месяца. Но из-за своих постоянных споров показывают им, как не надо работать вместе. |            |                                       |                             |                                |                  |                        |
| |            |                                       |                             |                                |                  |                        |
| 179 | 10         | Плохой хороший сюрприз                | The Break Up Break Down     | Ник Конфалоне                  | 19 мая 2018      | 7 сентября 2018        |
| Наступил День Сердец и Копыт, и у Большого Маки есть большие романтические планы для Шугар Белль. Но всё меняется, когда Спайк слышит, как его особенная пони говорит миссис Пирожок, что планирует расстаться с ним. |            |                                       |                             |                                |                  |                        |
| |            |                                       |                             |                                |                  |                        |
| 180 | 11         | Линька                                | Molt Down                   | Джош Хабер                     | 26 мая 2018      | 10 сентября 2018       |
| Спайк борется с рядом странных симптомов. Смолдер объясняет ему, что это линька, через которую проходят все драконы в подростковом возрасте. К ужасу Спайка, Смолдер добавляет, что из-за неприятных побочных эффектов этого процесса молодых драконов чаще всего выгоняют из дома.                                                                                      |            |                                       |                             |                                |                  |                        |
| |            |                                       |                             |                                |                  |                        |
| 181 | 12         | Награда за старания                   | Marks for Effort            | Николь Дюбюк                   | 2 июня 2018      | 11 сентября 2018       |
| Искатели знаков отличия пытаются убедить Искорку позволить им поступить в Школу Дружбы, даже если они уже знают весь учебный план. |            |                                       |                             |                                |                  |                        |
| |            |                                       |                             |                                |                  |                        |
| 182 | 13         | Свирепая шестёрка                     | The Mean 6                  | Майкл Фогель                   | 9 июня 2018      | 11 сентября 2018       |
| Королева Кризалис вернулась отомстить Старлайт Глиммер и основной шестёрке, создав их клоны и велев им найти Древо Гармонии. |            |                                       |                             |                                |                  |                        |
| |            |                                       |                             |                                |                  |                        |
| 183 | 14         | Дело в директоре                      | A Matter of Principals      | Николь Дюбюк                   | 4 августа 2018   | 12 сентября 2018       |
| Когда Искорка делает Старлайт ответственной за Школу Дружбы, Дискорд расстраивается, что эту работу доверили не ему, и делает всё возможное, чтобы Старлайт не справилась с обязанностями. |            |                                       |                             |                                |                  |                        |
| |            |                                       |                             |                                |                  |                        |
| 184 | 15         | Клуб Горящего Очага                   | The Hearth’s Warming Club   | Брайан Холфилд                 | 4 августа 2018   | 12 сентября 2018       |
| Неудачная шутка портит подготовку к празднованию Дня Горящего Очага. Пока Искорка и Радуга пытаются установить, кто же из шести учеников виноват в этом, те становятся более сплочёнными, делясь своими воспоминаниями о доме. |            |                                       |                             |                                |                  |                        |
| |            |                                       |                             |                                |                  |                        |
| 185 | 16         | Университет дружбы                    | Friendship University       | Крис «Док» Уайатт и Кевин Бурк | 11 августа 2018  | 13 сентября 2018       |
| Когда Искорка обнаруживает, что существует ещё одна Школа Дружбы, они вместе с Рарити идут на расследование и очень удивляются, встретив там Флима и Флэма, а также Старсвирла Бородатого. |            |                                       |                             |                                |                  |                        |
| |            |                                       |                             |                                |                  |                        |
| 186 | 17         | Остаться друзьями                     | The End in Friend           | Джиллиан М. Берроу             | 18 августа 2018  | 13 сентября 2018       |
| Рарити и Радуга начинают сомневаться, почему они друзья, когда не могут найти то, что они любят делать вместе. |            |                                       |                             |                                |                  |                        |
| |            |                                       |                             |                                |                  |                        |
| 187 | 18         | Йовидофон                             | Yakity-Sax                  | Майкл П. Фокс и Вил Фокс       | 25 августа 2018  | 14 сентября 2018       |
| У Пинки Пай новое увлечение — игра на йовидофоне, народном инструменте яков. Но когда друзья отговаривают её от игры из-за недостатка мастерства, это вызывает череду событий, ведущих к тому, что Пинки Пай может покинуть Понивилль навсегда. |            |                                       |                             |                                |                  |                        |
| |            |                                       |                             |                                |                  |                        |
| 188 | 19         | Дорога к дружбе                       | On the Road to Friendship   | Джош Хабер                     | 1 сентября 2018  | 14 сентября 2018       |
| Когда Трикси приглашают провести своё магическое шоу в далёкой стране Седлостан, она думает, что в качестве спутника нет никого лучше её «великой и могучей ассистентки» Старлайт, но оказывается, что не все друзья могут путешествовать вместе. |            |                                       |                             |                                |                  |                        |
| |            |                                       |                             |                                |                  |                        |
| 189 | 20         | Изгнанники                            | The Washouts                | Ник Конфалоне                  | 8 сентября 2018  | 17 сентября 2018       |
| Когда Скуталу буквально влюбляется в Изгнанников, гастролирующую группу трюковых пони, Радуга беспокоится о её безопасности и в то же время боится, что перестала быть для неё кумиром номер один. |            |                                       |                             |                                |                  |                        |
| |            |                                       |                             |                                |                  |                        |
| 190 | 21         | Каменное Копыто и сложный выбор       | A Rockhoof and a Hard Place | Кейта Мпамбара                 | 15 сентября 2018 | 18 сентября 2018       |
| Каменное Копыто, легендарный пони из далёкого прошлого, сталкивается с трудностями в современном мире. Искорка и её друзья стремятся помочь найти ему новую цель. |            |                                       |                             |                                |                  |                        |
| |            |                                       |                             |                                |                  |                        |
| 191 | 22         | Что находится под землёй              | What Lies Beneath           | Майкл Фогель                   | 22 сентября 2018 | 18 сентября 2018       |
| Во время подготовки к экзамену по истории магии Эквестрии ученики Школы Дружбы обнаруживают часть здания, о которой больше никто не знает. Решив исследовать находку, они учатся гораздо большему, чем рассчитывали. |            |                                       |                             |                                |                  |                        |
| |            |                                       |                             |                                |                  |                        |
| 192 | 23         | Звуки тишины                          | Sounds of Silence           | Грегори Бонсайнор              | 29 сентября 2018 | 19 сентября 2018       |
| Карта отправляет Флаттершай и Эпплджек на край Эквестрии на помощь племени киринов, которые так боялись ранить чувства друг друга, что выпили зелье молчания. |            |                                       |                             |                                |                  |                        |
| |            |                                       |                             |                                |                  |                        |
| 193 | 24         | Папа-дракон лучше знает               | Father Knows Beast          | Джош Хабер                     | 6 октября 2018   | 19 сентября 2018       |
| Когда странный дракон останавливается в Понивилле утверждая, что он отец Спайка, Спайк готов сделать что угодно, что говорит ему «папа», чтобы узнать, каково это — быть «настоящим» драконом. |            |                                       |                             |                                |                  |                        |
| |            |                                       |                             |                                |                  |                        |
| 194 | 25         | Школьные интриги. Часть 1             | School Raze, Part 1         | Николь Дюбюк                   | 13 октября 2018  | 20 сентября 2018       |
| Когда магия в Эквестрии таинственным образом начинает ослабевать, Искорка и её друзья отправляются на поиски ответов, оставляя Школу Дружбы открытой для опасного противника. |            |                                       |                             |                                |                  |                        |
| |            |                                       |                             |                                |                  |                        |
| 195 | 26         | Школьные интриги. Часть 2             | School Raze, Part 2         | Джош Хабер                     | 13 октября 2018  | 21 сентября 2018       |
| Пока основная шестёрка пытается выбраться из Тартара, Коузи Глоу начинает осуществлять свой план по захвату Школы Дружбы, и только ученики Искорки и Меткоискатели могут её остановить! |            |                                       |                             |                                |                  |                        |

## Новогодний выпуск: 2018
| № серии | Русское название        | Оригинальное название          | Сценарист    | Дата премьеры   | Дата премьеры в России |
| --- | ----------------------- | ------------------------------ | ------------ | --------------- | ---------------------- |
| 196 | Лучший подарок на свете | My Little Pony: Best Gift Ever | Майкл Фогель | 27 октября 2018 | 8 декабря 2018         |
| В городе Понивилль все готовятся к наступающему Дню Горящего Очага, чтобы отпраздновать его в большом семейном кругу. Но у принцессы Сумеречной Искорки совершенно нет времени, ведь она занята новой школой и подготовкой к приезду гостей — Шайнинг Армора и Каденс с малышкой Флурри Харт. Она даже не успела сходить за подарками! К счастью, рядом есть друзья, готовые всегда прийти на помощь! Они предлагают сыграть в Секретного дарителя, чтобы каждому достался самый желанный подарок. Но теперь вопрос в том, где же его найти? Все пони хотят отыскать лучший подарок на свете, и, полные надежд, пускаются в удивительные приключения, чтобы этот день стал самым ярким для всех! |                         |                                |              |                 |                        |

## Девятый сезон: 2019
Девятый сезон мультсериала начался в апреле 2019 и является финальным, завершающим сюжет.
| № серии | № в сезоне | Русское название                | Оригинальное название            | Сценарист | Дата премьеры    | Дата премьеры в России |
| --- | ---------- | ------------------------------- | -------------------------------- | --- | ---------------- | ---------------------- |
| 197 | 1          | Начало конца. Часть 1           | The Beginning of the End, Part 1 | Джоанна Льюис и Кристин Сонгко                                                                                      | 6 апреля 2019    | 26 августа 2019        |
| Когда Селестия и Луна решают отойти от дел и передать бразды правления Эквестрией Искорке и её друзьям, это ввергает Искорку в пучину неуверенности в себе. Древний злодей Грогар замышляет покорить всю Эквестрию, объединив старых врагов Искорки: лорда Тирека, королеву Кризалис, Коузи Глоу и короля Сомбру, но у последнего есть свои планы на этот счёт. |            |                                 |                                  | |                  |                        |
| |            |                                 |                                  | |                  |                        |
| 198 | 2          | Начало конца. Часть 2           | The Beginning of the End, Part 2 | Джоанна Льюис и Кристин Сонгко                                                                                      | 6 апреля 2019    | 26 августа 2019        |
| В то время как Искорка и остальные пони из основной шестёрки пытаются как-то смириться с уничтожением Дерева и Элементов Гармонии, король Сомбра ставит перед собой целью завоевать всю Эквестрию. |            |                                 |                                  | |                  |                        |
| |            |                                 |                                  | |                  |                        |
| 199 | 3          | Вырвано с корнем                | Uprooted                         | Николь Дюбюк | 13 апреля 2019   | 27 августа 2019        |
| Юная Шестёрка откликается на магический зов Древа Гармонии, но в итоге обнаруживает его полностью уничтоженным. |            |                                 |                                  | |                  |                        |
| |            |                                 |                                  | |                  |                        |
| 200 | 4          | Семь друзей Искорки             | Sparkle’s Seven                  | Эшли Болл, Андреа Либман, Табита Сен-Жермен, Тара Стронг и Кэти Уэслак (сюжет) Джош Хабер и Николь Дюбюк (сценарий) | 20 апреля 2019   | 28 августа 2019        |
| Искорка и Шайнинг Армор вступают в борьбу друг против друга, чтобы положить конец давнему соперничеству между братом и сестрой, но вскоре обнаруживают, что они не единственные участники этого соревнования. |            |                                 |                                  | |                  |                        |
| |            |                                 |                                  | |                  |                        |
| 201 | 5          | Точка невозврата                | The Point of No Return           | Джиллиан М. Берроу                                                                                                  | 27 апреля 2019   | 29 августа 2019        |
| Искорка понимает, что она так и не вернула одну из книг в библиотеку Кантерлота, и, возможно, из-за неё любимый библиотекарь потерял работу. |            |                                 |                                  | |                  |                        |
| |            |                                 |                                  | |                  |                        |
| 202 | 6          | Общие интересы                  | Common Ground                    | Джош Хабер | 4 мая 2019       | 30 августа 2019        |
| Старый знакомый Радуги Дэш — Квиббл Пэнтс — нуждается в помощи, чтобы наладить отношения с дочерью своей новой особой знакомой, потому что, как и Дэш, она настоящая пони-спортсменка. |            |                                 |                                  | |                  |                        |
| |            |                                 |                                  | |                  |                        |
| 203 | 7          | Она такой як                    | She’s All Yak                    | Брайан Холфилд | 11 мая 2019      | 3 сентября 2019        |
| Когда Сэндбар приглашает Йону на танец пони, она обращается к Рарити и её друзьям для того, чтобы изменить свою внешность и личность. |            |                                 |                                  | |                  |                        |
| |            |                                 |                                  | |                  |                        |
| 204 | 8          | Друзья-враги                    | Frenemies                        | Майкл Фогель | 18 мая 2019      | 4 сентября 2019        |
| Грогар посылает свой роковой легион с миссией для возвращения волшебного колокольчика Грога и сплачивания врагов Искорки, однако его план срабатывает слишком хорошо, и они практически становятся друзьями. |            |                                 |                                  | |                  |                        |
| |            |                                 |                                  | |                  |                        |
| 205 | 9          | Грубый снаружи и милый внутри   | Sweet and Smoky                  | Ким Байер-Джонсон                                                                                                   | 25 мая 2019      | 5 сентября 2019        |
| Смолдер возвращается в Земли Драконов вместе со Спайком и Флаттершай, чтобы помочь поднять настроение её впечатлительного брата, но когда они прибывают, то обнаруживают, что драконы перестали вылупляться из яиц. |            |                                 |                                  | |                  |                        |
| |            |                                 |                                  | |                  |                        |
| 206 | 10         | Поймать Великого Сеятеля        | Going to Seed                    | Дэйв Рэпп | 1 июня 2019      | 6 сентября 2019        |
| Все планы Эпплджек по организованному сбору урожая идут наперекосяк, когда Эппл Блум становится буквально одержима поимкой волшебного существа, которое, как она думает, может помочь им. |            |                                 |                                  | |                  |                        |
| |            |                                 |                                  | |                  |                        |
| 207 | 11         | Студенческий совет              | Student Counsel                  | Джош Хабер | 8 июня 2019      | 10 сентября 2019       |
| Старлайт Глиммер наслаждается своей ролью школьного советника и призывает учеников подходить к ней когда угодно и с чем угодно, но вскоре она становится слишком перегружена и вынуждена вынести из этого собственный урок. |            |                                 |                                  | |                  |                        |
| |            |                                 |                                  | |                  |                        |
| 208 | 12         | Большие перемены                | The Last Crusade                 | Николь Дюбюк | 15 июня 2019     | 11 сентября 2019       |
| Нежданные гости Понивилля угрожают разлучить Меткоискателей навсегда. |            |                                 |                                  | |                  |                        |
| |            |                                 |                                  | |                  |                        |
| 209 | 13         | Между закатом и рассветом       | Between Dark and Dawn            | Гэйл Симона | 22 июня 2019     | 12 сентября 2019       |
| Пока Луна и Селестия отправляются отдыхать, Искорка и её друзья пытаются справиться с навалившимися на них королевскими обязанностями. |            |                                 |                                  | |                  |                        |
| |            |                                 |                                  | |                  |                        |
| 210 | 14         | Потерянный смех                 | The Last Laugh                   | Майкл П. Фокс и Вил Фокс                                                                                            | 3 августа 2019   | 13 сентября 2019       |
| Когда Пинки Пай ищет помощи своего старого друга, супер-дурашливого Чиз Сендвича, в том, чтобы найти свою цель в жизни, она обнаруживает, что произошло что-то невообразимое. |            |                                 |                                  | |                  |                        |
| |            |                                 |                                  | |                  |                        |
| 211 | 15         | 2, 4, 6, класс                  | 2,4,6 Greaaat                    | Кейта Мпамбара | 10 августа 2019  | 17 сентября 2019       |
| Школа дружбы собирается создать свою бакбольную команду, и Радуге Дэш придётся смириться с тем, что тренировать команду будет не она. |            |                                 |                                  | |                  |                        |
| |            |                                 |                                  | |                  |                        |
| 212 | 16         | Счастливый случай               | A Trivial Pursuit                | Бриттани Джо Флорес                                                                                                 | 17 августа 2019  | 18 сентября 2019       |
| Надежды Искорки сохранить свою победную серию в викторине «Своя Рысца» рискуют пойти прахом, когда она неожиданно попадает в пару к Пинки Пай, которая никогда не проводила ночей за «Своей Рысцой» раньше! |            |                                 |                                  | |                  |                        |
| |            |                                 |                                  | |                  |                        |
| 213 | 17         | Летний праздник солнца          | The Summer Sun Setback           | Майкл Фогель | 24 августа 2019  | 19 сентября 2019       |
| Искорка полна решимости сделать последний праздник Летнего Солнца незабываемым для Селестии и Луны. Но всё начинает складываться просто ужасно. Тем временем Тирек, Кризалис и Коузи Глоу собираются найти в библиотеке книгу о колокольчике Грогара. |            |                                 |                                  | |                  |                        |
| |            |                                 |                                  | |                  |                        |
| 214 | 18         | Флаттершай говорит с Ангелом    | She Talks to Angel               | Ник Конфалоне | 31 августа 2019  | 20 сентября 2019       |
| Отношения Флаттершай и кролика Энджела начинают трещать по швам. Зекора даёт им зелье, которое позволит им понимать друг друга. |            |                                 |                                  | |                  |                        |
| |            |                                 |                                  | |                  |                        |
| 215 | 19         | Добрый друг дракон              | Dragon Dropped                   | Джош Хабер | 7 сентября 2019  | 20 сентября 2019       |
| Рарити боится, что чем-то обижает Спайка, потому что он перестал уделять ей время. |            |                                 |                                  | |                  |                        |
| |            |                                 |                                  | |                  |                        |
| 216 | 20         | Конкурс заместителей            | A Horse Shoe-In                  | Ариэль Шеферд-Оппенхейм                                                                                             | 14 сентября 2019 | 17 декабря 2019        |
| Старлайт решает, что ей будет нужен заместитель директора, когда Школа Дружбы перейдёт от Искорки к ней. Но вскоре она понимает, что нанять подходящего для такой работы пони будет намного сложнее, чем она думала. |            |                                 |                                  | |                  |                        |
| |            |                                 |                                  | |                  |                        |
| 217 | 21         | Двойная жизнь Дэринг Ду         | Daring Doubt                     | Николь Дюбюк | 21 сентября 2019 | 18 декабря 2019        |
| Когда другой автор выпускает свою версию событий, которые описала А. К. Йерлинг в книгах о Дэринг Ду, Радуга Дэш приходит в ярость, а Флаттершай просто интересно узнать правду. |            |                                 |                                  | |                  |                        |
| |            |                                 |                                  | |                  |                        |
| 218 | 22         | Легко ли быть взрослым          | Growing Up is Hard to Do         | Эд Валентайн | 28 сентября 2019 | 19 декабря 2019        |
| Когда Искатели знаков отличия магическим путём вырастают, они понимают, что взросление означает получение мудрости и жизненного опыта, и с этим не стоит спешить. |            |                                 |                                  | |                  |                        |
| |            |                                 |                                  | |                  |                        |
| 219 | 23         | Большой Маки делает предложение | The Big Mac Question             | Джош Хабер и Майкл Фогель                                                                                           | 5 октября 2019   | 20 декабря 2019        |
| Дела идут наперекосяк, когда Большой Маки и Шугар Белль решают пожениться. |            |                                 |                                  | |                  |                        |
| |            |                                 |                                  | |                  |                        |
| 220 | 24         | Финал конца. Часть 1            | The Ending of the End, Part 1    | Николь Дюбюк | 12 октября 2019  | 24 декабря 2019        |
| Лорд Тирек, Коузи Глоу и королева Кризалис, получившие силу колокольчика Грогара, решают установить свою власть в Эквестрии. И кроме того выясняется, что Грогар на самом деле не тот за кого себя выдает. |            |                                 |                                  | |                  |                        |
| |            |                                 |                                  | |                  |                        |
| 221 | 25         | Финал конца. Часть 2            | The Ending of the End, Part 2    | Майкл Фогель | 12 октября 2019  | 25 декабря 2019        |
| Главная шестерка сражаются с самыми опасными противниками Эквестрии. |            |                                 |                                  | |                  |                        |
| |            |                                 |                                  | |                  |                        |
| 222 | 26         | Последний урок                  | The Last Problem                 | Джош Хабер | 12 октября 2019  | 26 декабря 2019        |
| В далеком будущем принцесса Сумеречная Искорка пытается решить проблему дружбы студента. |            |                                 |                                  | |                  |                        |